# Etruszkok
Az etruszkok ókori népe Közép-Itáliában, a Római Birodalom felemelkedése előtt a legjelentősebb civilizációt hozta létre. Saját elnevezésük mek volt, de egyes kutatók szerint rasz(e)na, ami inkább országrészt, tartományt jelenthetett. Latin nevükből (ETRUSCI > *TRUSCI > TUSCI) ered a mai Toszkána régió neve.

## Eredetük

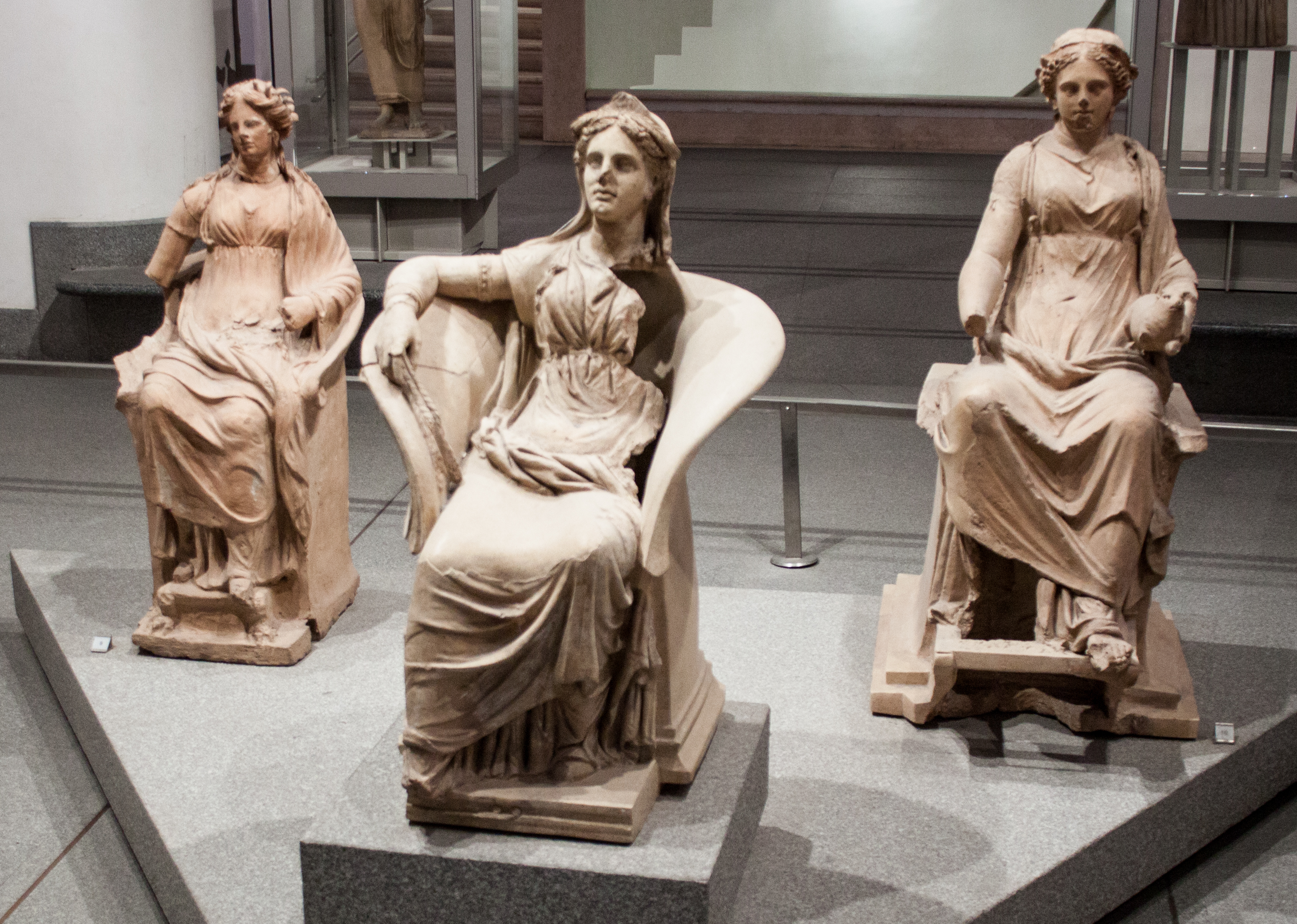
Róma: Museo Nazionale Romano: etruszk terrakotta szoborcsoport

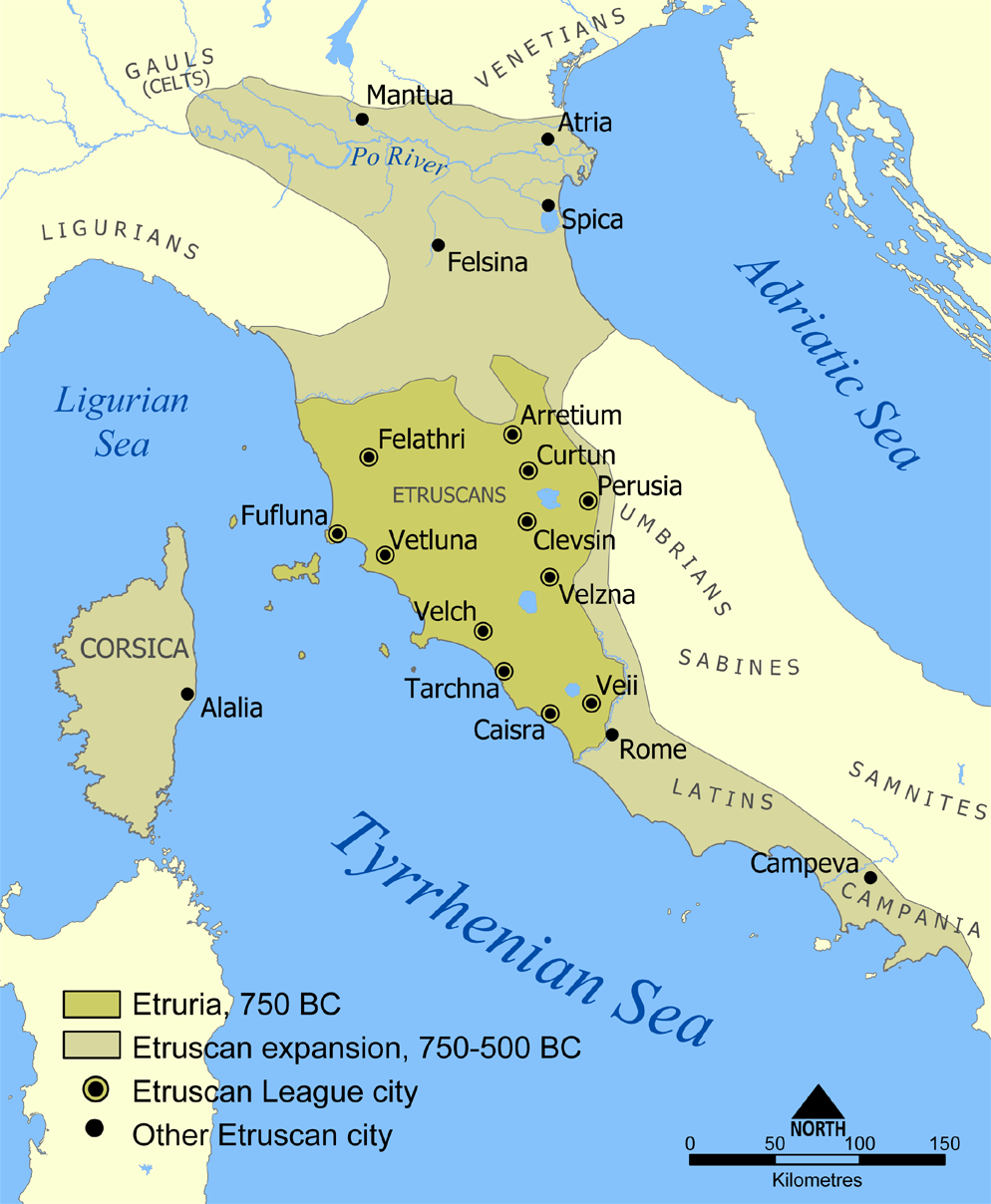
Az etruszkok által elfoglalt területek (i. e. 750-500)

Származásukról már az ókor óta számos elmélet született. Hérodotosz szerint Kis-Ázsiából vándoroltak be, a Halikarnasszoszi Dionüsziosz szerint őslakók voltak, egy modern elmélet szerint pedig (Pallottino, ill. Altheim) az etruszk nép a bevándorló indoeurópai népek és az őslakó mediterrán népesség egybeolvadásából jött létre.
A 20. század második felében egyre több mítoszról derült ki, hogy nagyon is valós történeti magja van. Így az etruszkok származására nézve fontos momentumnak tűnik, hogy a Vilusza állammal kapcsolatos hettita dokumentumok ta-ru-ú-i-ša vagy ta-ru-i-ša nevet használnak Trója városára. Ez a névalak pedig kapcsolatot teremt az egyiptomi turusa népével, amely az ógörög nyelvben türszénosz lett. A Trója → etruszk kapcsolat az Aineiasz-féle eredetmítoszt erősíti meg. [forrás?]
Phil Perkins brit régész 2017-ben, az addig elvégzett DNS vizsgálatokról azt írta, hogy egyikük se bizonyítja meggyőzően, hogy az etruszkok Anatóliából, vagy a Földközi-tenger keleti vidékéről származnának.
Egy 2021-es tanulmány szerint az elemzett etruszk genomok azonos százalékban tartalmazták a sztyeppei összetevőt, mint amit a korábban elemzett vaskori latin mintákban találtak. A etruszkok DNS-éből pedig teljesen hiányzott az Anatóliával vagy a Kelet-Mediterráneumal való közelmúltbeli keveredés jele. Ami arra utal, hogy az etruszkok őshonosak Itáliában, és genetikai profiljuk hasonló latin szomszédaikhoz. Az etruszkok és a latinok határozottan az európai klaszterhez kapcsolódnak. A fő etruszk klaszter a nyugati vadászó-gyűjtögetők, a korai európai farmerek, és a sztyeppei ősök keveréke. A vizsgált férfiak 3/4-e az R1b haplocsoportba tartozott, ami az európai férfiak körében a leggyakoribb.

### Alternatív nézetek
Az etruszk–magyar nyelvi rokonságot először 1874-ben vetette fel Isaac Taylor brit tudós pap.
Mario Alinei felelevenítette ezt az elméletet, és 2003-ban megjelent könyvében azon vélelmének ad hangot, mely szerint az etruszkok nyelve a finnugor nyelvcsaládba tartozott. Elmélete végkövetkeztetése szerint az etruszkok a Kárpát-medencéből származnak, innen vándoroltak dél felé, vettek részt a tengeri népek vándorlásaiban, majd telepedtek le Itáliában.  Alinei feltevését olyan etruszkszakértők vetették el, mint Giulio M. Facchetti, A. Marcantonio, és Brogyáni Béla magyar nyelvtörténész.

## Az etruszk civilizáció és fejlődési szakaszai

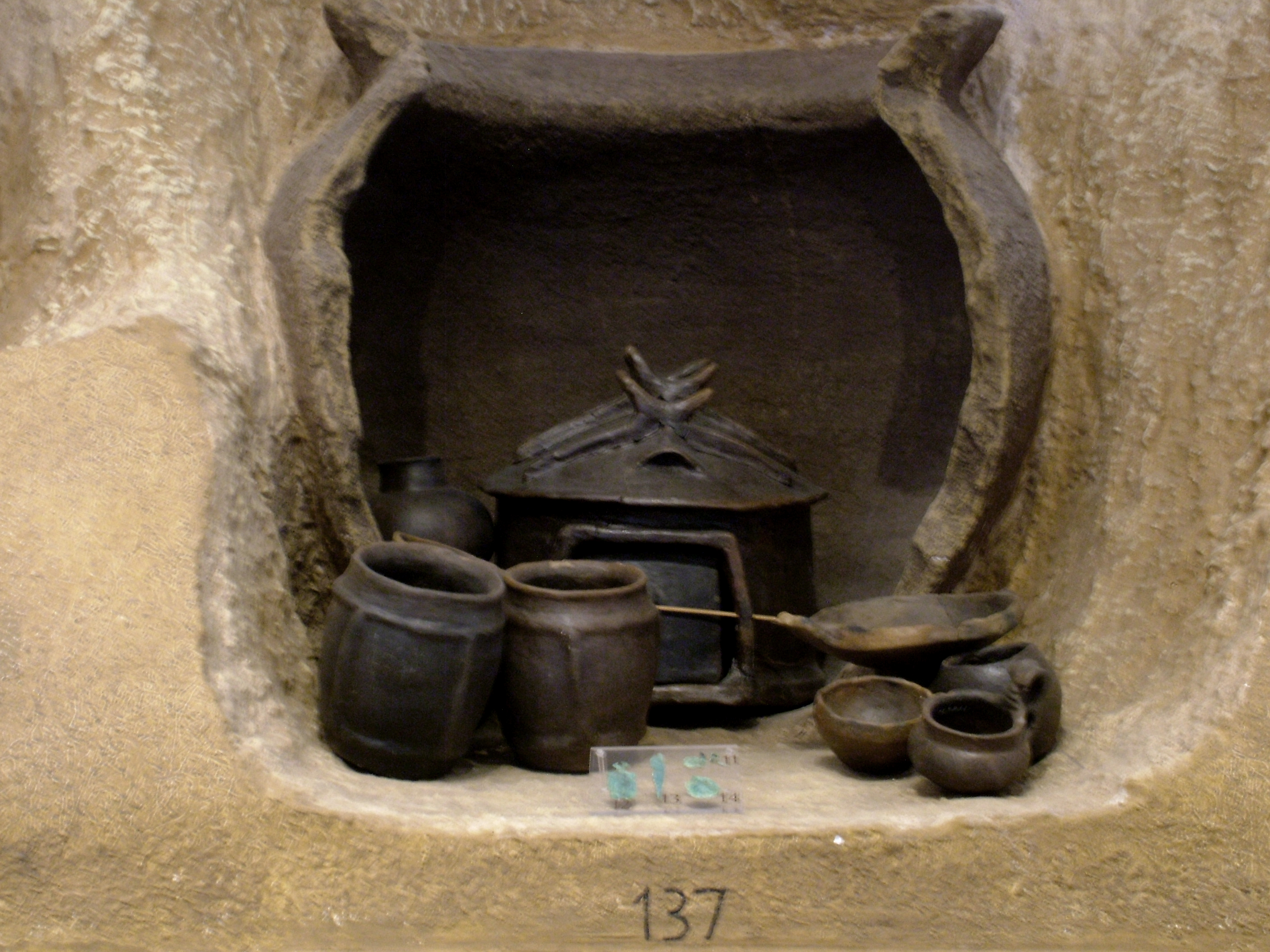
Róma: Museo Naz. Romano: villanovai urnasír

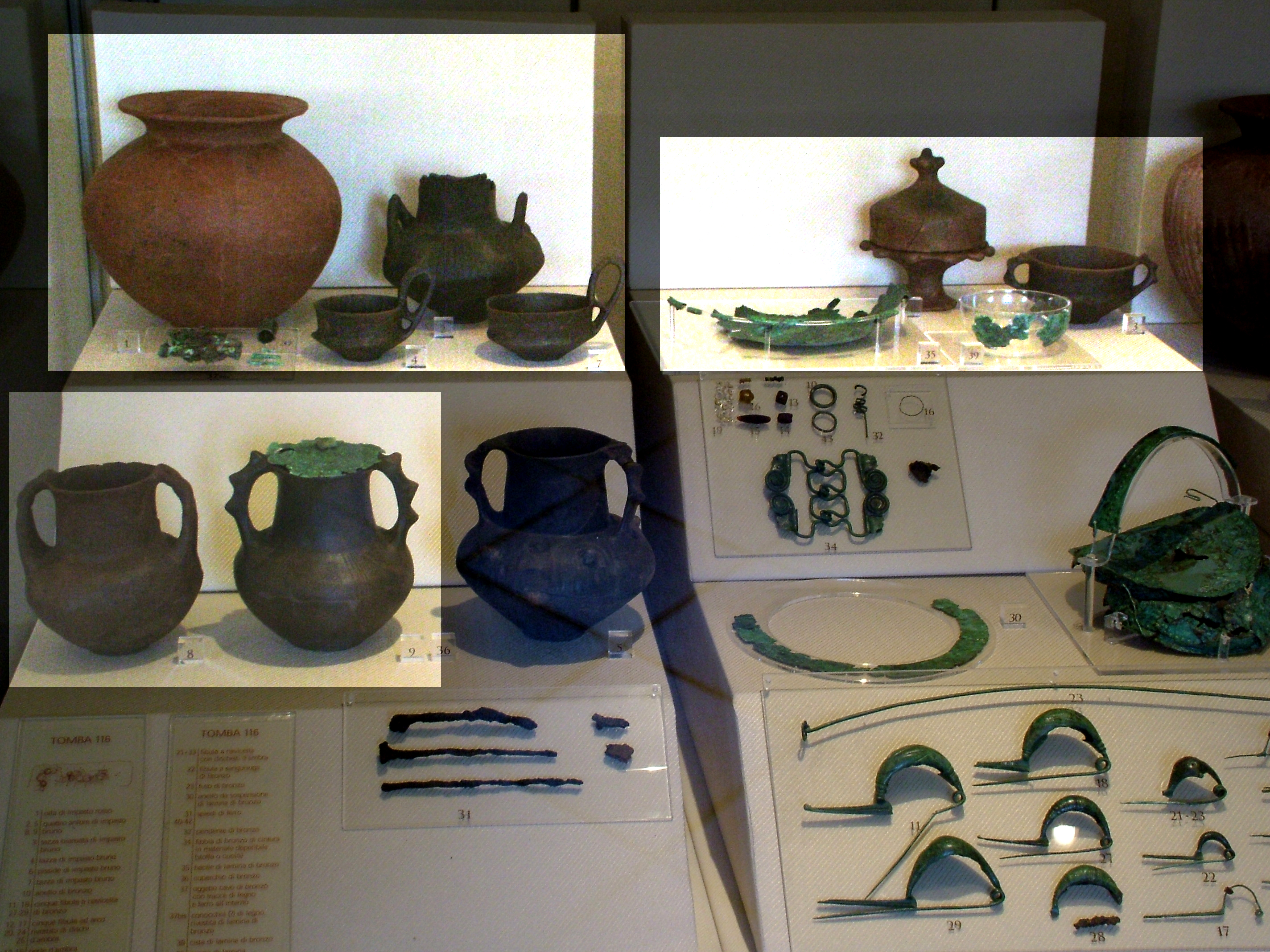
Róma: Museo Naz. Romano: a villanovai anyagi kultúra emlékei

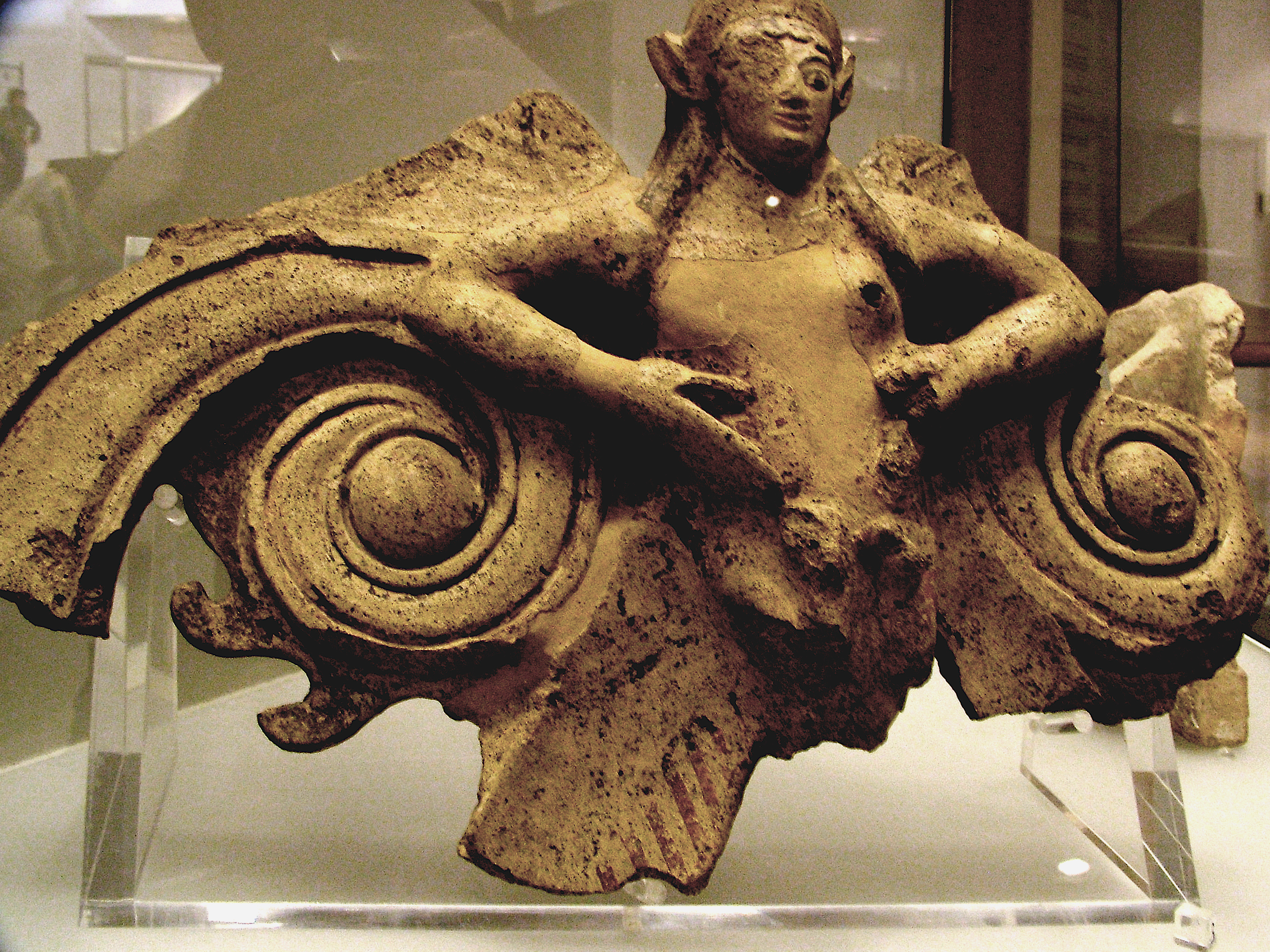
Róma Museo Nazionale Romano: etruszk timpanondísz maradványai

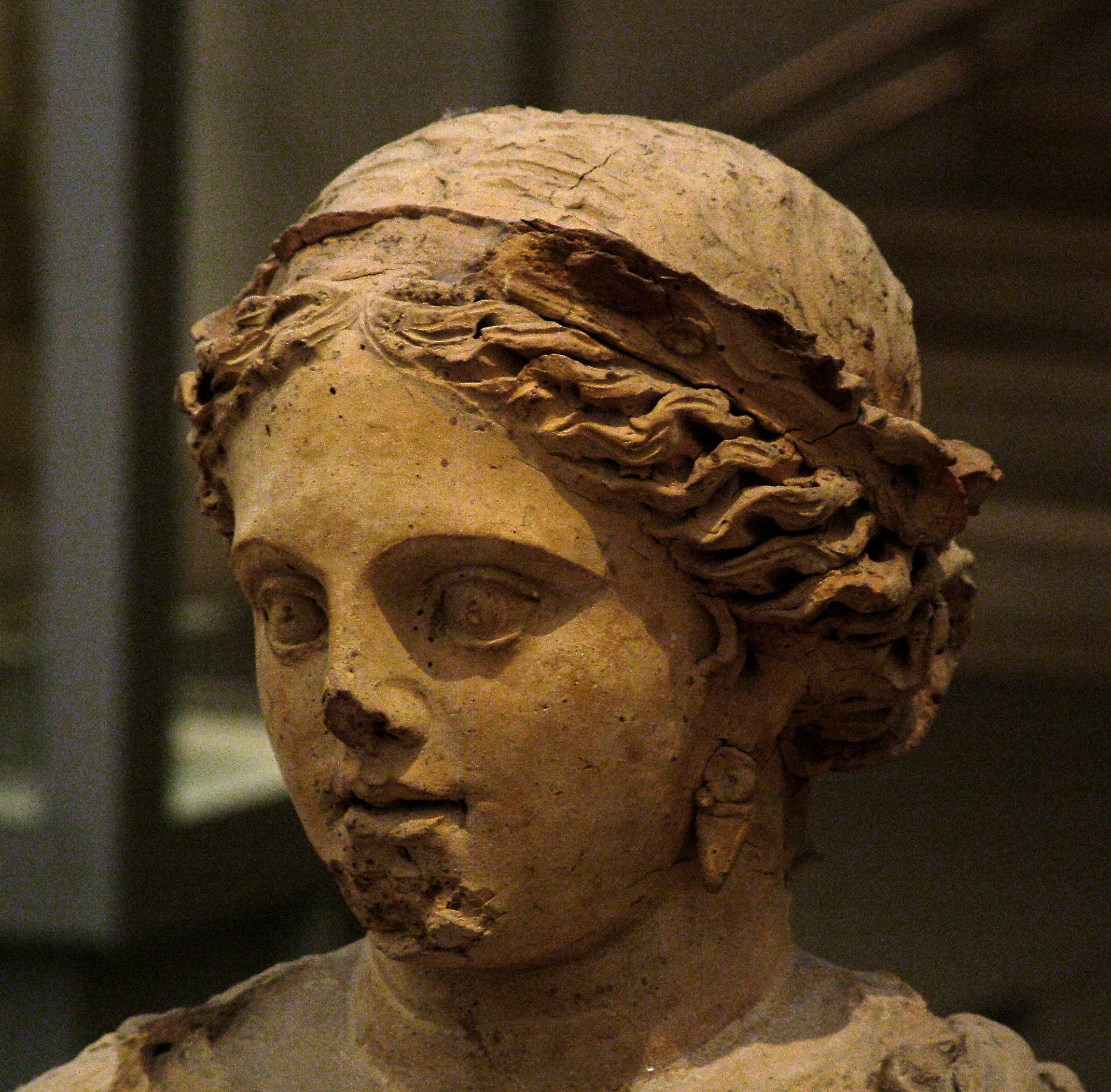
Róma Museo Nazionale Romano: etruszk terrakotta szoborrészlet

Az etruszk társadalom (társadalmak) kulturális jellemzőinek felvázolásakor a kutatók sok nehézséggel találják magukat szemben. Az etruszkok saját hagyományainak ismerete helyett egyrészt főleg külső – elsősorban görög, kis-ázsiai, latin – információforrások állnak rendelkezésre, másrészt – és főleg a kezdeti időszakból – döntően temetkezési helyszínek tárgyi emlékeire kell hagyatkozniuk. Összességében mégis körvonalazódik az a kép, hogy Közép-Itália népeinek a villanova-korszaktól a római köztársaság megalapításáig – a helyi természeti és társadalmi adottságokra épülő – kultúrája és annak fejlődése tükörképszerű hasonlóságot mutat az Égeikum és Kis-Ázsia korabeli társadalmaival. A tárgyi emlékek egyértelműen jelzik, hogy e két mediterrán kultúrtérség között élénk cserekapcsolat állt fenn, amely nemcsak tárgyi eszközök, de hagyományok, életszemlélet és szellemi javak cserélődését, egymásra hatását is jelentette. Mindezeket saját képére formálta, vagy további helyi újakkal bővítette, és így saját kultúrájává fejlesztette. A folyamatos kutatások eredményeként kirajzolódni látszik e társadalom regionális és lokális területi tömörülése (a provinciálistól a városi felé), illetve társadalmi (a patriarchálistól a városállam-szerű alakulatok szövetségéhez való) szerveződése is.
Az i. e. 5. század kezdetéig az etruszkok voltak a mai Olaszország északi és középső részén az uralkodó hatalom. A cumae-i vereség a görögökkel szemben i. e. 474-ben jelzi az etruszk uralom hanyatlásának kezdetét, amit felgyorsított a kelták inváziója az i. e. 4. században. Az etruszkok politikailag a rómaiak szövetségesei lettek az i. e. 3. század elejére, és kétszáz évvel később római polgárokká váltak. Az ezredforduló után már nem keletkeztek etruszk feliratok, és a beszélt nyelv használata is lehanyatlott.

### A Villanova civilizáció (i. e. 9–8. sz.)
A vaskori Itáliában több, végleges formáját csak a későbbi történelmi korban elnyerő etnikai–kulturális alakulat jött létre. Közülük a legjelentősebb, amelyet hagyományosan Villanova-kultúrának nevezünk, az i. e. 9. és 8. század között fejlődött ki. Az etruszk civilizáció földrajzi és kulturális értelemben ennek folytatója. Ezért a Villanova-kultúrát tekintjük az etruszk kultúra legősibb formájának. A Villanova-kultúra protourbánus civilizáció volt; alapvető településformája a falu, fő lakóegysége pedig a kunyhó.
Településeik az i. e. 10–11. században jelentek meg, előbb a Tirrén-tenger partján, majd a félsziget belsejében, a Tiberis és az Arno folyók közötti vidéken, a mai Toszkána és Emilia-Romagna tartományok területén.
Ami a temetkezést illeti, eleinte egyszerű kis aknasírokban helyezték el a hamvakat, majd később áttértek a hantolásos temetkezésre, s ekkortól gödörsírokba temették halottaikat. Mivel az általuk elfoglalt terület rendkívül termékeny, erdő borította és ásványkincsekben igen gazdag föld volt, gyors fejlődésnek indult a mezőgazdaság és a kohászat. Emiatt Etruria hamar bekerült a távolsági kereskedelem vérkeringésébe, s így Itáliába is érkeztek luxuscikkek Szardíniáról, a Közel-Keletről és az Alpokon túlról, továbbá festett kerámiatárgyak Görögországból.

### Az orientalizációs korszak (i. e. 720–580)
Az i. e. 8. század utolsó évtizedei és az i. e. 6. század eleje közé eső időszakban Etruriában megszilárdult a fejedelmi arisztokrácia, amely hatalmas földterületekkel – szántókkal, erdőkkel – és ércekben gazdag bányákkal rendelkezett, ezáltal igen tekintélyes jövedelemre tett szert. Etruria egyébként éppen bányakincseinek köszönhetően került kereskedelmi kapcsolatba a korszak magasabb civilizációs (technológiai–kulturális) szinten álló mediterrán, illetve közép-európai népeivel. Ezek a kapcsolatok teremtették meg az etruszk civilizáció bámulatos felvirágzásának az előfeltételeit.
Az i. e. 7. és 6. század során kialakult a thalasszokrácia, azaz a tengerészek uralma. Az etruszkok ügyes és vállalkozó kedvű hajósok voltak, rendszeres kapcsolatot tartottak a Földközi-tenger valamennyi fontos civilizációjával. A thalasszokrácia volt a legfontosabb motorja az etruszkok hatalmas fejlődésének. Nagyon tagolt társadalmi rendszer jött létre, amelyben feltűnő különbségek alakultak ki a jövedelmi viszonyokban.
Az i. e. 7. század elejére keltezhetők az első etruszk nyelvű – az euboiai görög ábécé átvételét követően megjelenő – feliratok. A politikai hatalom birtokosának, a dúsgazdag arisztokráciának szüksége volt a magas rangjára és tekintélyére utaló kulturális jelekre; ilyenek voltak a paloták, az impozáns, tumulussal fedett kamrasírok, azok az értékes, egzotikus tárgyak, amelyek a Közel-Keletről és Görögországból érkeztek etruszk földre, valamint – nem utolsósorban – ide sorolandók a nemzetségi nevek is.

### Az archaikus korszak (i. e. 580–480)
Az i. e. 6. század eleje és az 5. század első évtizedei közé eső korban fokozatosan meghonosodott Etruria-szerte az urbánus ideológia, amely nemcsak a lakott települések szerkezetét határozta meg, de a politikai–társadalmi berendezkedésre is hatással volt.
Az etruszkok nem hoztak létre kiterjedt államalakulatot, hanem keleti és görög jegyeket egyaránt mutató városállamokban éltek. Ezek közül kiemelkedett Tarquinii, amely nevét a hagyomány szerint Tarchonról, tizenkét város közötti (az ión szövetség mintájára létrehozott) szövetségnek a megalapítójáról nyerte.
Az arisztokrácia nem tűnt el, de gazdasági és politikai hatalma csökkent. A javak elosztásában jobban érvényesült az egyenlőség elve, ami a társadalmi középrétegek felemelkedésével és egy új, a közösség tagjaiból választott politikai osztály kialakulásával függött össze.
Minden város élén a legfőbb bíró, a hadsereg feje állt, a vallási hatalmat is birtokolta. Az eleinte monarchikus berendezkedésű (a locumo – lokumó: király, vagy cante – vallási és világi vezető - címet viselték), majd a helyi oligarchiák által irányított városok függetlenek voltak, csak alkalmanként, a mindannyiukat fenyegető veszély láttán léptek szövetségbe.
Az etruszk társadalom sajátossága volt a nő egyenjogúsága. A sírfeliratokon az apa neve mellett gyakran szerepel az anya neve is, vagy csak az utóbbi. A nők részt vettek a lakomákon és a játékokon is. (Az egyébként számos párhuzamosságot mutató korabeli görög kultúrában a „tisztességes asszonyok” nem mutatkozhattak a nyilvánosság előtt, csak a hetérák.) Egyes kutatók ebben egy korábbi matriarchátus jeleit keresik. A korabeli görögök ezzel szemben az etruszk nőket erkölcstelennek tartották.
Az építészet középpontjába az olyan közcélú létesítmények kerültek, mint a városfal és az akropolisz. A templom építészeti kategóriájának létrejöttével a vallás kikerült a családi szférából, ahová a nemzetségi kultusz korában tartozott, és a városlakó/közösség önkifejezésének eszközévé vált. A sírok elvesztették monumentális jellegüket, és szerényebb formát öltöttek. Ebben a korban Etruria kulturális fejlődését döntően befolyásolták a Jóniával és Attikával fenntartott kereskedelmi kapcsolatok.

### A klasszikus korszak (i. e. 480–320)
Az etruszkok politikai–gazdasági befolyása az i. e. 500 körüli időszaktól inogni kezdett. Először azért keveredtek háborúba, mert Rómából elűzték az etruszk Tarquinia gens uralkodóházát, majd délen verték meg az etruszk sereget. Az etruszkok időszámításunk előtt 474-ben a Kümé melletti tengeri csatában vereséget szenvedtek a szürakuszai I. Hieróntól és ezzel megakadályozták, hogy az etruszkok hatalmat gyakoroljanak Korzika és Elba, valamint a Földközi tenger nyugati medencéjének hajózása felett.
Ez az esemény Etruria gazdasági és politikai hanyatlásának kezdetét jelentette. Miután az etruszkok elvesztették a Tirrén-tenger feletti uralmat, háttérbe szorultak a görög világhoz fűződő kereskedelmi és kulturális kapcsolataik területén is. Ez a tény a művészetek és a kézműves mesterségek alakulására is jelentős hatással volt. A válság főképp a déli, tengerparti városokat érintette; a belső területek és a Pó-vidék települései ezzel szemben gyors fejlődésnek indultak.
Két adriai kikötőn, Adrián és Spinán keresztül új útvonal jött létre Görögország felé. Az i. e. 4. század folyamán Etruria gazdasága ismét megerősödött E jelenség hátterében az állt, hogy a földeket újra művelés alá vonták, és megszilárdult az új, földbirtokos arisztokrácia. Ez a felvirágzás tükröződik a vallási építészet megújulásában és a szobrászat, a sírfestészet, valamint az agyagművesség fejlődésében is.

### A hellenisztikus korszak (i. e. 320–27)
Az i. e. 4. századtól Róma egyre határozottabban avatkozott be Etruria ügyeibe, egyes városok ellen háborút vívott, másokkal szövetségre lépett, gyarmatvárosokat alapított. I. e. 396-ban a rómaiak elfoglalták Veiit, és lerombolták a várost. Hosszú küzdelem után az i. e. 2. században Etruria teljes egészében a rómaiak kezére került. A század vége és az i. e. 1. század közé eső korban Etruria fokozatos romanizáción ment keresztül. Ám az etruszkok nyelvüket és kultúrájukat még sokáig megtartották. I. e. 90-től – amikor a római polgárjogot kiterjesztették az itáliaiakra – a latin lépett az etruszk nyelv helyébe. Ez lényegében az etruszk civilizáció alkonyát, végét jelentette.
A kézművesek ebben a korban új technikákat, technológiákat alkalmaztak, s gyakran már a sorozatgyártással egyenértékűen állították elő termékeiket; ez történt az agyagművesség, a tükörkészítés és a bronzművesség terén is. Ami az építészetet illeti, az i. e. 2. században számos új középület – főként vallási célú épület – született, erre utalnak a fennmaradt terrakotta templomdíszítő elemek is. A bronz nagyszobrászat alkotásaira is hatott az új kulturális légkör: tökéletesen beilleszkedtek az úgynevezett „közép-itáliai" portréművészet irányzatába.

## Etruszk városok

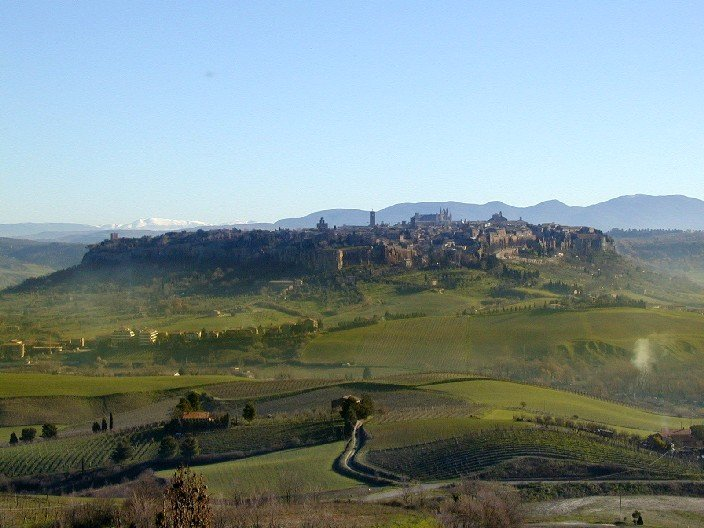
Orvieto

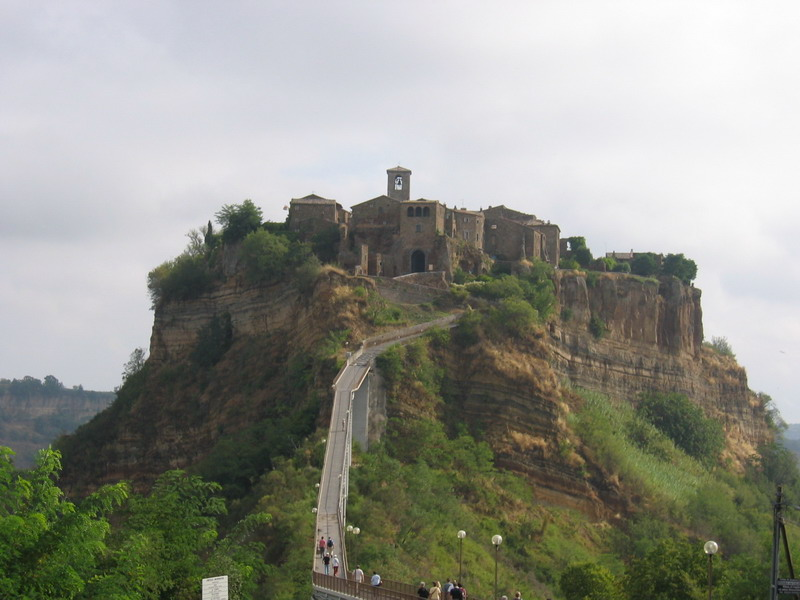
Bagnoregio

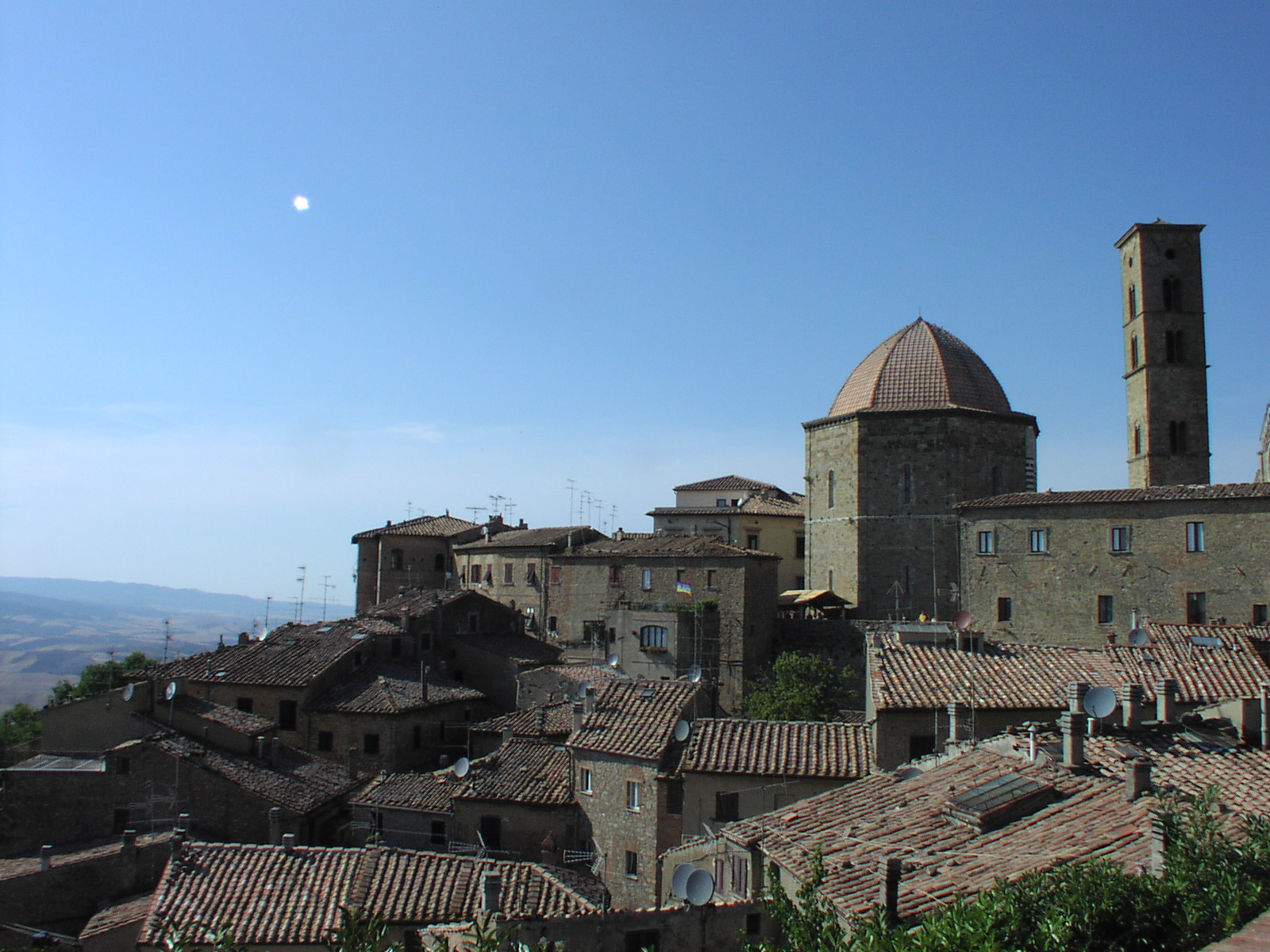
Volterra

A hagyomány szerint Etruria területe 12 város között oszlott meg. Az Etruszk Liga (Dodecapoli) városai:
- Tarquinii (Tarquinia),
- Caere vagy Cisra (Cerveteri),
- Vulci (Volci),
- Populonia
- Volsinii (Bolsena vagy Orvieto),
- Vetulonia,
- Clusium (Chiusi),
- Perusia (Perugia),
- Arretium (Arezzo),
- Cortona,
- Volterra,
- Veii (Veio).

További etruszk eredetű városok, a teljesség igénye nélkül:
- Észak-Itáliában: Mantua Mantova, Atria, Spica, Felsina (később Bononia, majd Bologna), Gubbio, Bevagna, Bagnoregio
- Dél-Itáliában: Róma, Campeva, Capua, Salerno, Sorrento
- Korzikán: Alalia

## Az etruszkok anyagi kultúrája

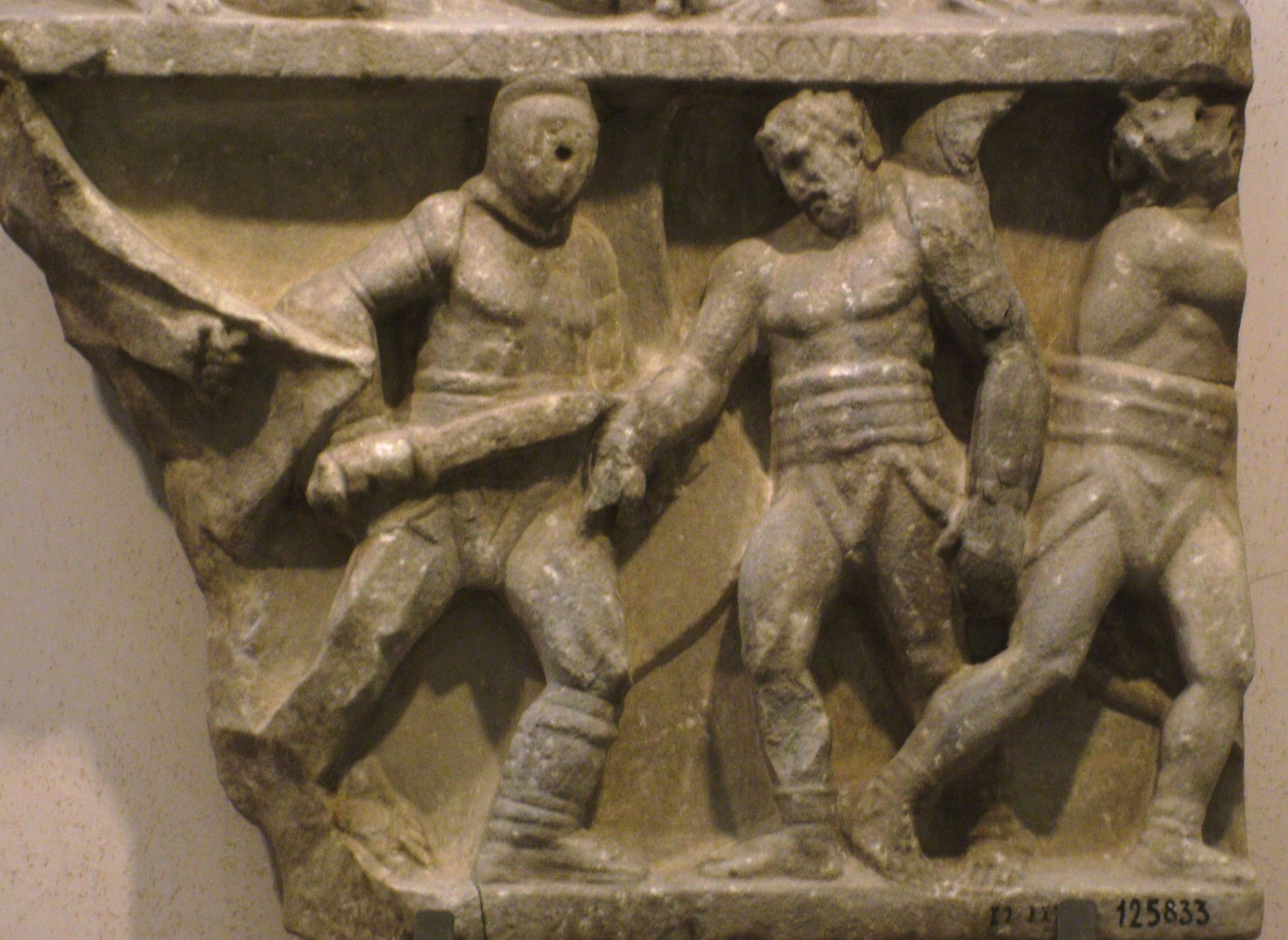
Róma: Mus. Naz. Romano: épületfríz-részlet

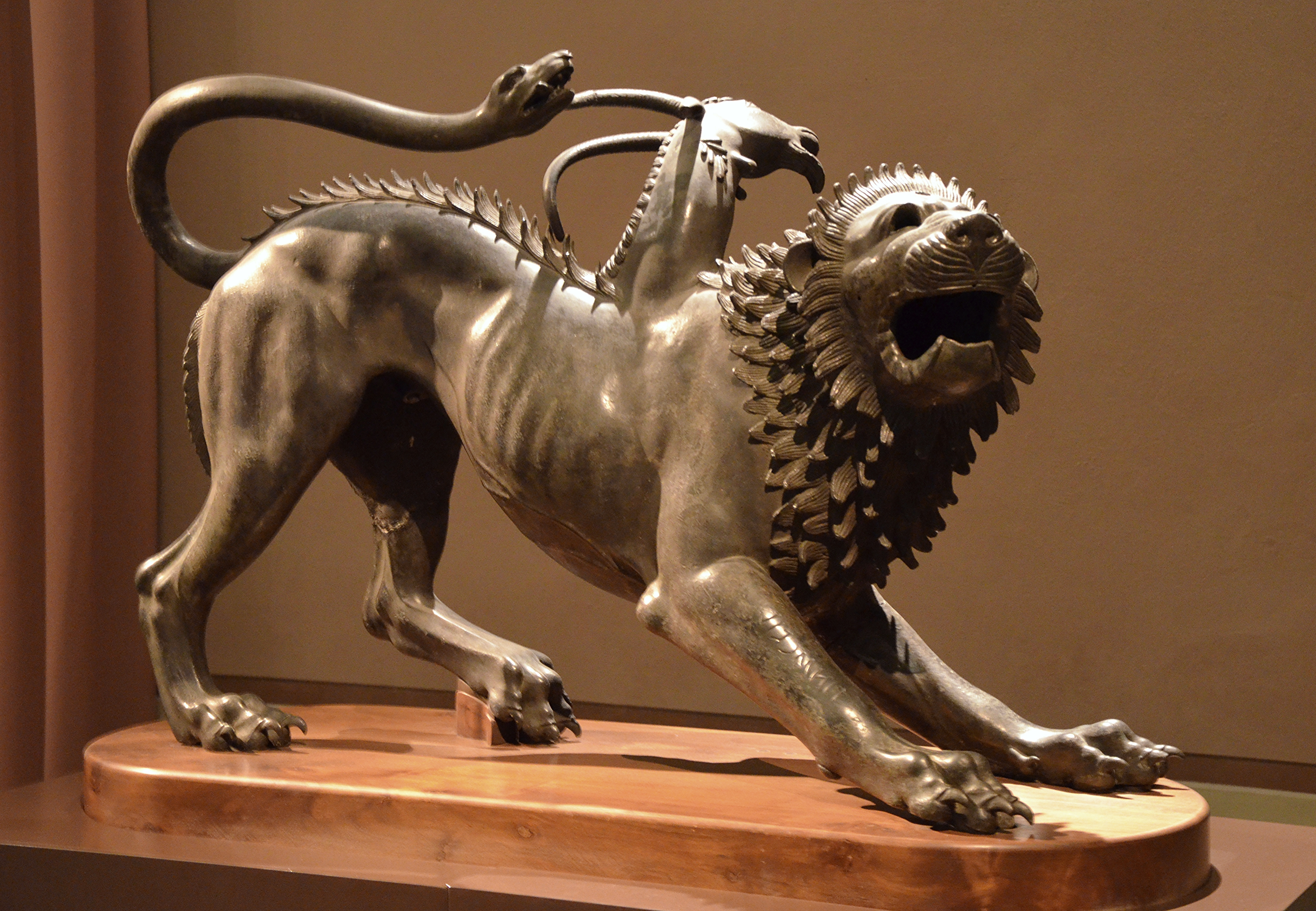
Az arezzói kiméra], amelynek a farka kígyófejben végződik, és egy kecskefej nő ki a hátából

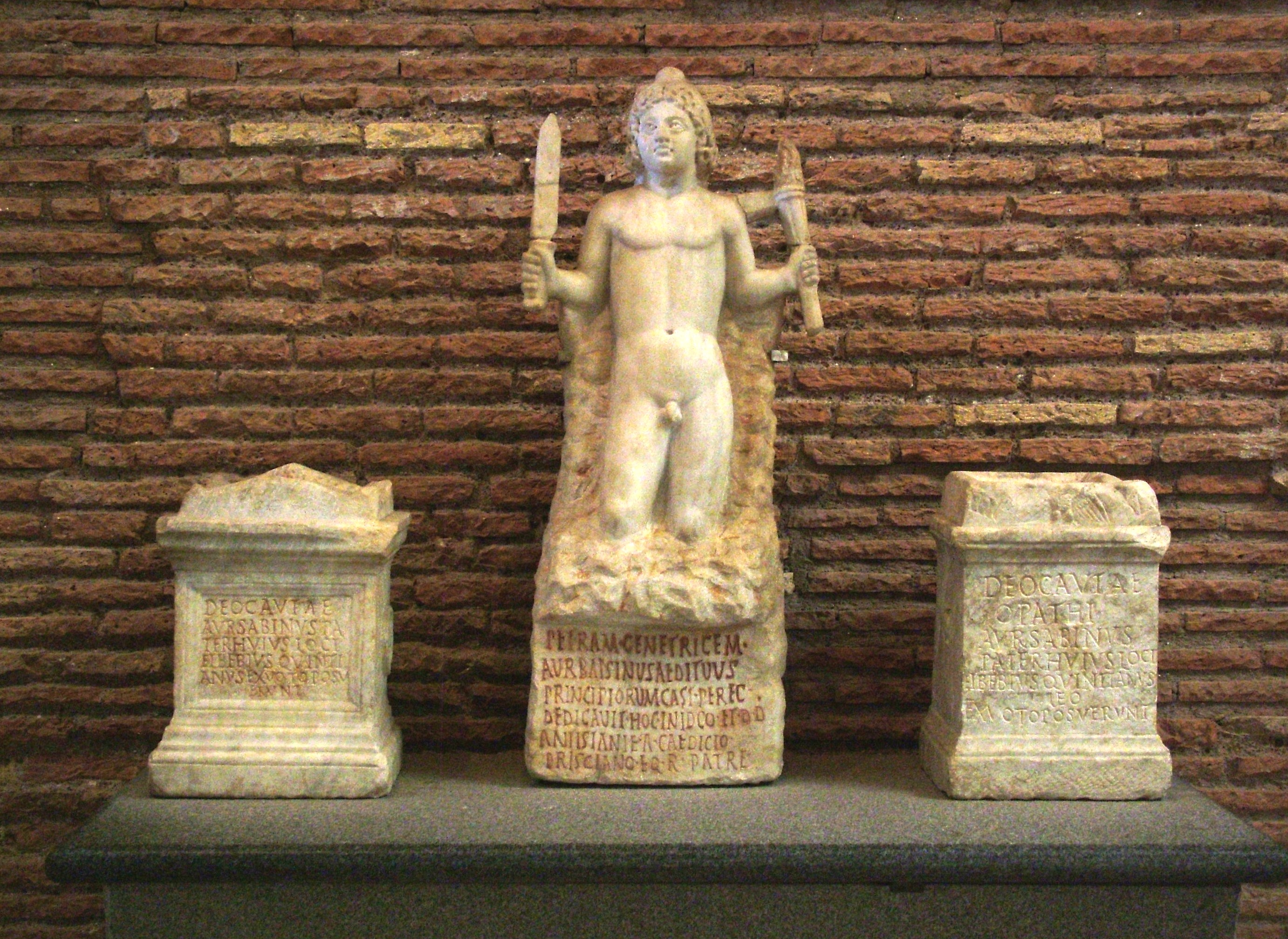
Róma: Mus. Naz. Romano: etruszk márvány szoborcsoport

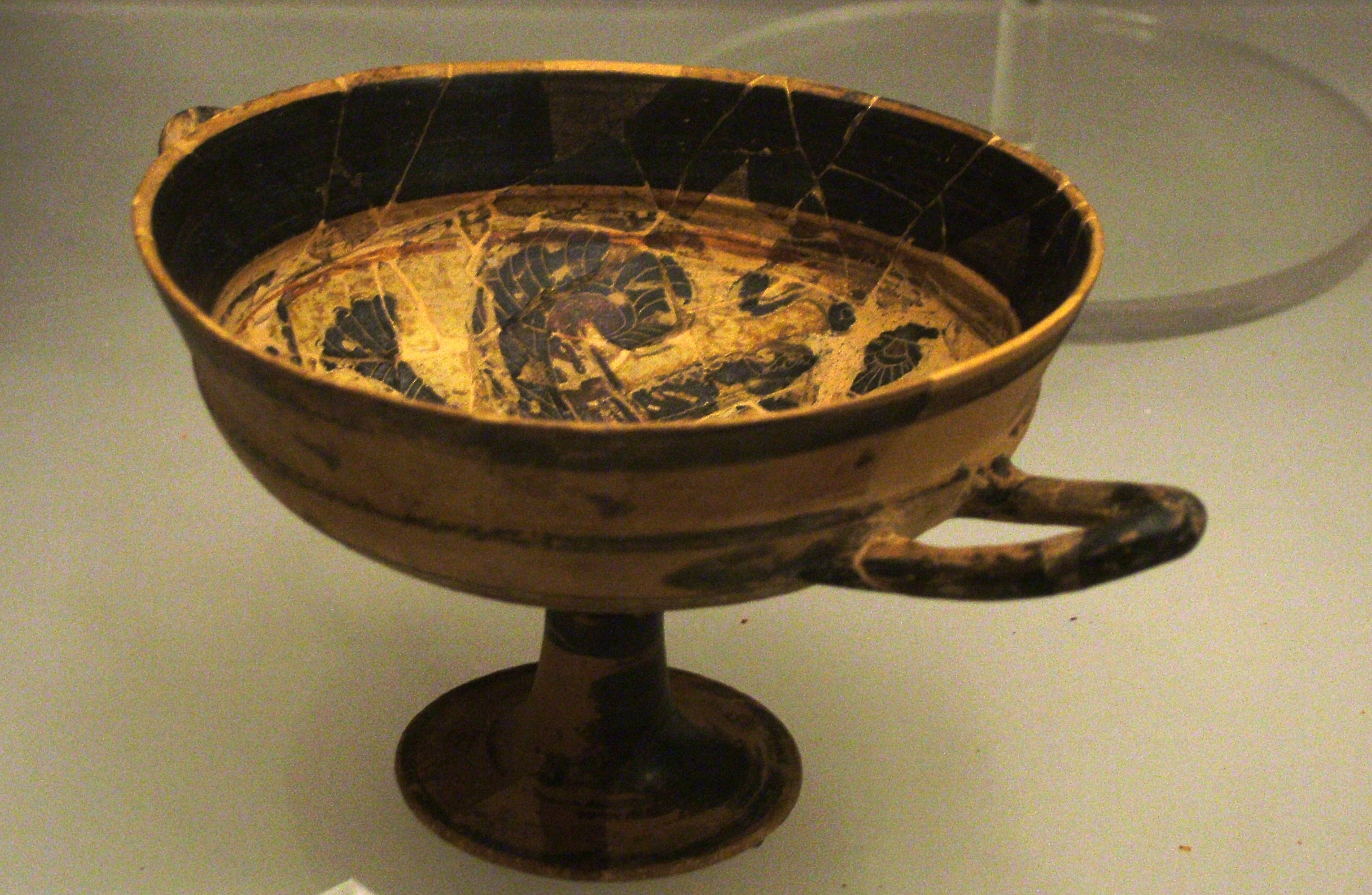
Róma: Mus. Naz. Romano: etruszk kerámiatál

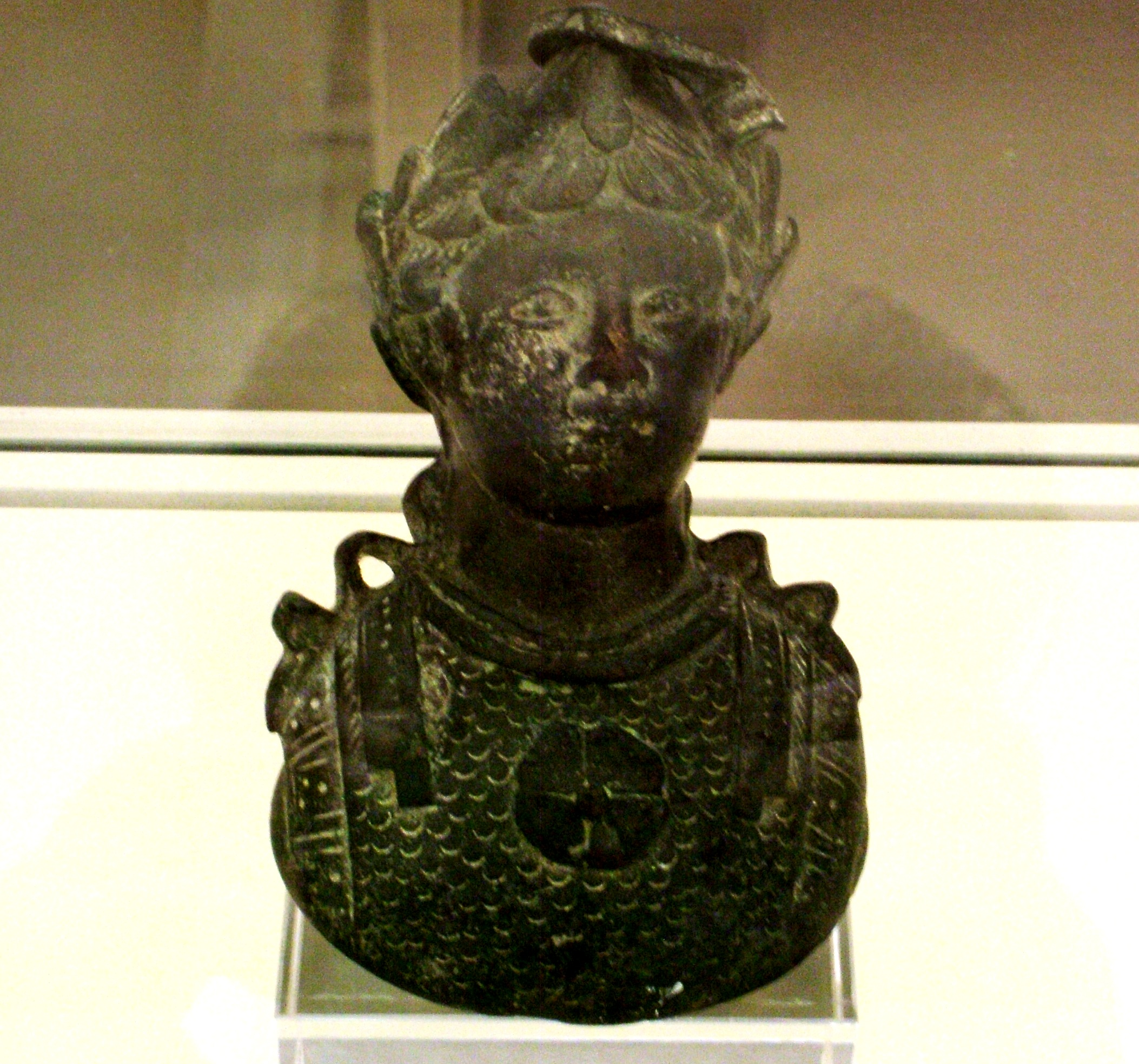
Róma: Mus. Naz. Romano: etruszk bronzszobor

Az etruszkok a maguk korában virágzó civilizációt teremtettek az itáliai félszigeten. Minthogy erről eredeti korabeli írott dokumentumok nem maradtak fenn, és a görög–római leírások ellentmondásosak, a legértékesebb forrást a régészeti leletek nyújtják.

### Mezőgazdaság
Az etruszk kultúrtérség őslakosságának alapvető gazdasági tevékenységét a kiváló természeti adottságokkal rendelkező agrárgazdálkodás. állattartás és földművelés jelentette (talajminőség, erdőborítottság, klíma, vízkészletek). A korai (villanova) időszakból feltárt régészeti leletek tanúsága szerint kis, családi alapon szerveződő faluközösségekben éltek. Az etruszk civilizáció kifejlődése során ez a – továbbra is meghatározó – gazdálkodási ág a megjelenő városi, illetve városállamszerű társadalmi formációba ágyazódott be.

### Kerámiaipar
Ehhez a földművelő gazdasági ághoz szervesen és jellegzetesen kapcsolódik az agyag alapanyagra alapozódó kerámiaművesség, kézműves ipar. Kezdeti termékei a Villanova-kultúra ásatási területeiről kerültek elő. Később, a távolsági kereskedelmi kapcsolatok kiépülésével a kerámiaművességre a magasabb fejlettségű szintet képviselő görög és kis-ázsiai kerámiaművesség gyakorolt kedvező hatást. A kezdetben ennek hatására megkezdődő típus-, forma- és díszítés-másolással párhuzamosan fokozatosan kialakult a sajátosan etruszk jellegzetességet képviselő helyi kerámiaművesség, amelynek legfejlettebb szintjét a buchero és a terra sigillata termékek képviselik. Ezek, – a leletek tanúsága szerint – már exporttermékként el is terjedtek más, korabeli kultúrák területén (Kis-Ázsia, Görögország, Közép-Európa) is.

### Bányászat
Itália területének etruszkok által lakott része rendkívül gazdag bányakincsekben. Ez a természeti adottság képezte alapját egyrészt a távolsági nyersanyag-kereskedelemnek (ércszállítás), másrészt az erre helyileg kialakult fémolvasztásnak és fémművességnek.

### Fémművesség
A helyi ércvagyon és bányászata tette lehetővé a helyileg kialakult, magas technológiai fejlettségi, illetve művészeti szintet elért fémművességet (bronzművesség: Cortona mellett talált bronz csillár). ami áthúzódó hatást gyakorolt a római korszak fémművességére is.

### Tengerhajózás, távolsági kereskedelem
Az etruszk társadalom virágzó időszakában a Földközi-tenger nyugati medencéjén bonyolódó kereskedelmi tengerhajózás birtoklása három hatalmi csoportosulás (punok, görögök és etruszkok) folytonos hatalmi versengését, háborúskodását váltotta ki. A korszakról szóló hagyományok az etruszkokat kiváló tengerészeknek említik. Sikeres időszakukban a karthágóiak közreműködésével visszaszorították a szicíliai és dél-olaszországi görög gyarmatvárosokat, majd a térség a karthágóiak, később pedig Róma fennhatósága alá került. Ezért az etruszkoknak – északkeleten át – új kereskedelmi utak kiépítésével kellett az égeikum felé irányuló kereskedelmüket biztosítani.

### Építészet
Itália korai történetéből – beleértve a protoetruszk és etruszk időszakot is – a régészeti feltárások felszínre hozott leletanyagai alapján a következő főbb, korabeli építészeti feladatok emelhetők ki:
- a lakás, lakóépületek, beleértve az alsóbb népréteg egyszerű, tömegszerű lakásigénye, valamint az összetett funkciójú és díszes kivitelezésű, felsőbb népréteget kielégítő villaépítészet
- a rituális- és kommunális funkciókat kielégítő építészet, kiemelve a templom-építészetet
- a halottkultusz építészetét, beleértve az egyszerű, tömegszerű sírépítészetet, valamint a díszes és szerkezetileg összetett, esztétikailag is igényes sírhelyek (építmények, vagy katakombaszerű barlangok, és tumulusok, síregyüttesek)
- a kollektív életkörülményeket biztosító települések – kiemelten a városok – építészete (városépítészet)
- főként mérnöki jellegű építészet, beleértve a városerődítések, illetve a kikötőépítészet területét is.

A Villanova-kultúra időszakában a népesség építészeti gyakorlata az elemi szálláshelyek létesítésére irányult, jellegzetes neolit-, illetve kőrézkori létesítmények formájában. A kultúra fejlettebb szintjén a kunyhókat felváltó épületek formájára utalnak az urnasíros temetkezések helyszíneiről nagy számban előkerülő, házformájú bronz-urnák. Az etruszk építmények leggyakrabban könnyen pusztuló anyagokból (agyag, fa) készültek, részben ezért a tető messze túlnyúlt a falakon, meg azért is, mert a házak oldala mellett tartották az állatokat, a tűzifát, és itt folyt a házimunka egy része. Követ csak az alapozáshoz használtak.
A kifejlett etruszk kultúrában lakóházaikat tarka cserepekkel díszítették, ezek egyszintes, szellős épületek voltak. Négyszögletes alaprajzúak, befelé fordulva a faoszlopokkal körülvett, átriumszerű udvarra. A falak anyaga legtöbb esetben agyag, hasonló eljárással épültek, mint a mi paticsfalú és döngölt falú házaink. A padló tisztított agyagból készült. Az agyagtűzhelyet a szoba közepén helyezték el, a füst a tetőn megnyitott résen át távozott. A tetőt terrakotta lapok borították, de voltak rajta vízköpők, vésett figurák, kőlapok, szobordíszben végződő nagy, henger alakú cserepek.
Az archaikus időszaktól megjelenő rituális építmények, templomok, szentélyek tetőit és az oromfalát (akrotérion) díszítő terrakotta szobrok anyaga viszont maradandónak bizonyult; Veiiben a Portonaccio-templomot az i. e. 6. század végén mintázott etruszk Apulu (Apolló) és több más mitológiai alak szobra díszítette.
Templomaik részint a görög templomokat utánozták, de kialakult egy sajátos etruszk típus is, amelyet nem övezett oszlopsor. Egy- és háromcellás változata volt, attól függően, hány isten részére építették. Faoszlopos előcsarnokuk volt, sőt a téglafalakat is gerendákkal erősítették meg. Fából készült a mennyezet és a nyeregtető. Az anyag gyengesége magyarázza, hogy az oromzat nem kőszobrokkal díszített, hanem sima, festett, vagy domborműves terrakottalapok díszítették.
Az 1966-ban indított ásatásokon Siena közelében, Poggio Civitate (Murlo) környékén feltárt emlékek közt egy hatalmas épület állt, amelyet életnagyságú férfi és női szobrok, valamint állatfigurák díszítettek, és egy minden oldalán 60 m hosszú, cölöpfallal bekerített udvar vett körül. (A férfi figurák némelyike nagy, a vidékre jellemző „cowboykalapot” viselt).
Az etruszk kultúra további fejlődése során kialakította a római korban általánossá váló lakások, paloták irányába mutató átrium-udvaros épülettípust.
Az etruszk építészet bevezette és előszeretettel alkalmazta az (ál)boltozást, templomaiknál a nyeregtetők hosszan csüngő ereszépítményei pedig a gyenge – vertföld, illetve patics – szerkezetű falak védelmét szolgálták. A reneszánszban, és később a klasszicizmus idején a dór oszlopnak nem a görög, hanem az etruszk stílusú változata éledt újjá.

### Városépítészet

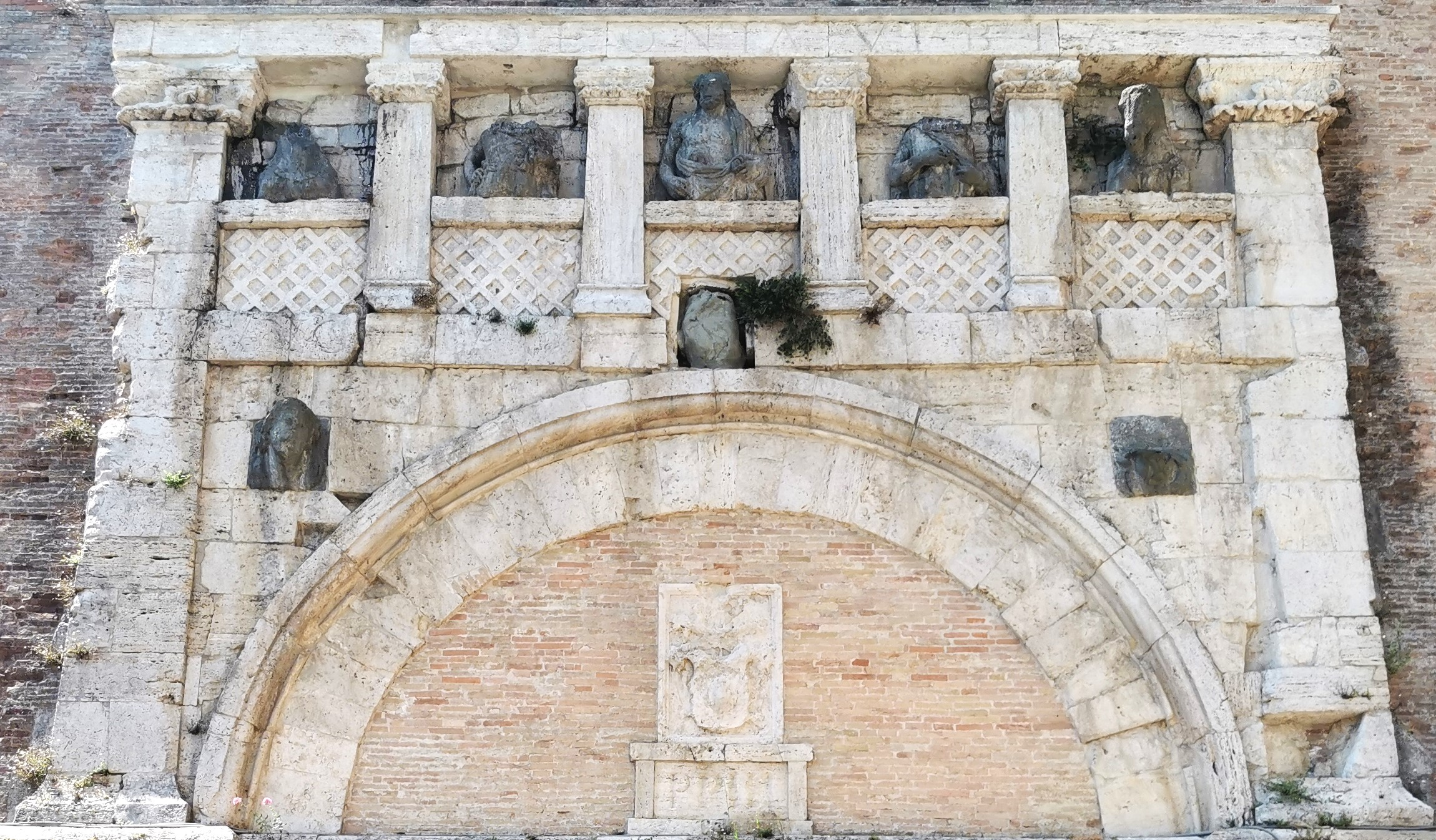
Perusia déli városkapuja

A villanova-korszak általános faluszerű településtípusa fokozatosan differenciálódott, s folyamatosan kiváltak a – vezető politikai és gazdasági szerephez jutó – városszerű (városodás folyamata) települések, majd létrejönnek a városállamok. A legfontosabb etruszk városok az i. e. 7. század közepén már léteztek. Az északi körzet fővárosává a villanovai kultúrához tartozó régi központot, Bolognát (etruszk nevén Felsinát) tették meg, és a Reno partján megalapították Marzabottót. Keleten, az Adria partján Ravenna, Rimini (régi nevén Ariminum) és Spina folytatott kereskedelmet Isztriával (az ókori Istrával) és a dalmáciai gyarmatokkal.
Az etruszkok megjelenése előtt Róma jelentéktelen falvak együttese volt. A hagyomány szerint az etruszkok uralma alatt születtek meg az első városi építmények, köztük a Capitolinus-domb körüli fal és a Cloaca Maxima (nagycsatorna).
A városok – mint tömörebb beépítettségű és sűrűbben lakott térségek – kialakulása szükségessé tette a városok tervezésének gyakorlatát. A mai Bologna közelében, Marzabottónál i. e. 500 körül épült város maradványai bizonyítják, hogy az etruszkok az elsők között voltak a Földközi-tenger medencéjében, akik tervezték városaikat. A városok szerkezete egymásra merőleges tengelyekre épült, amelyeket a négy fő irány felé tájoltak. A város középpontjában egy oszlop állt, egy iránypont, amelynek fontos rituális szerepe lehetett. A főutak 15 méter szélesek voltak, a mellékutak 5 méter szélesek. Az utak a várost lakószigetekre osztották, egy lakószigeten több ház állt. A házak előtt vízelvezető árkok húzódtak. Az utca felé eső szobákat üzletnek használták. A városokat szilárd, erős falakkal vették körül. Kijelölték az észak–déli főutcát, amelyet kelet–nyugati mellékutcák kereszteztek. Ezt a mintát tükrözi a római katonai táborok és új városok építészete, sőt sok mai európai város is.

## Műveltség

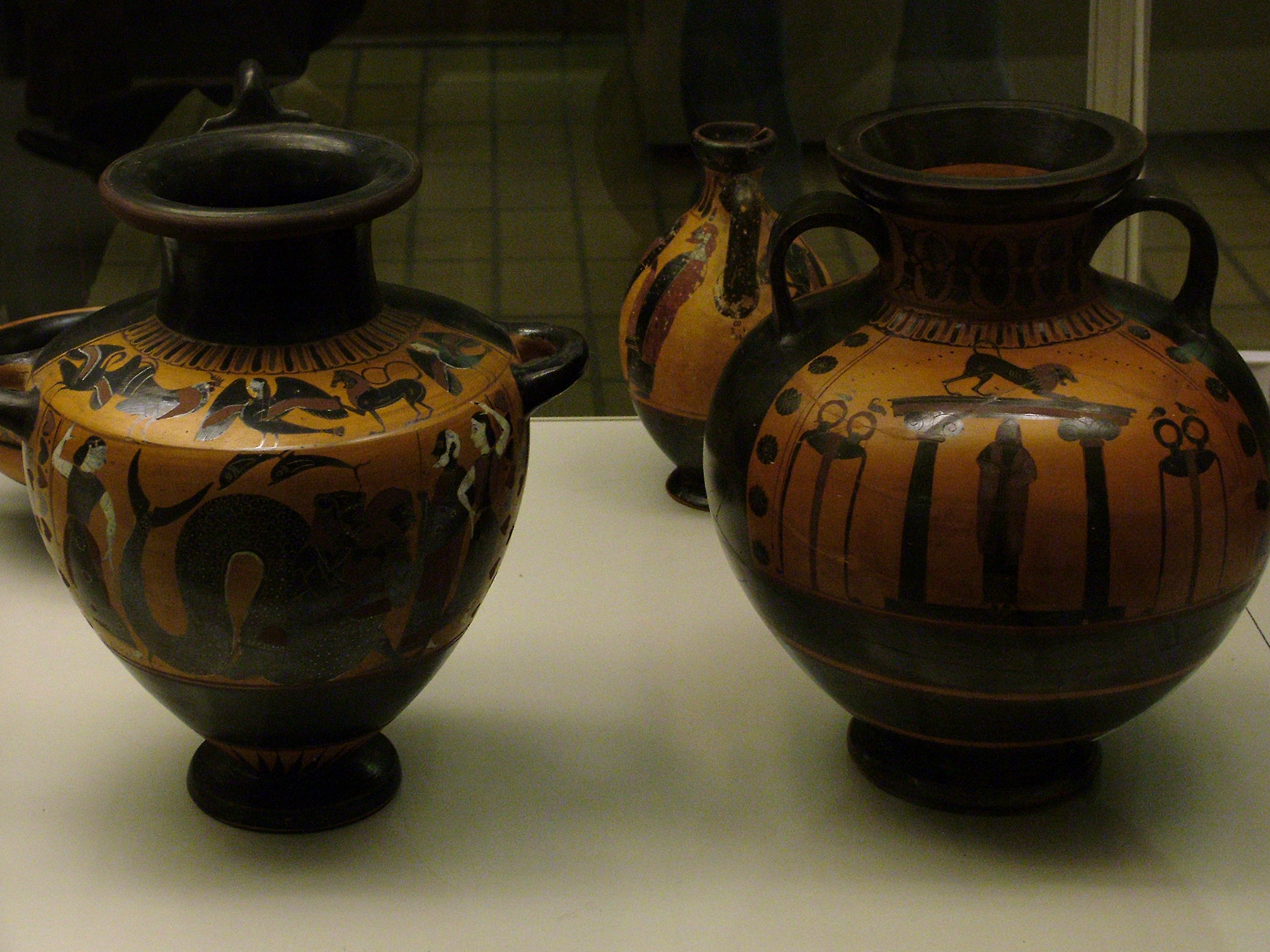
London, British Museum: etruszk kerámiák

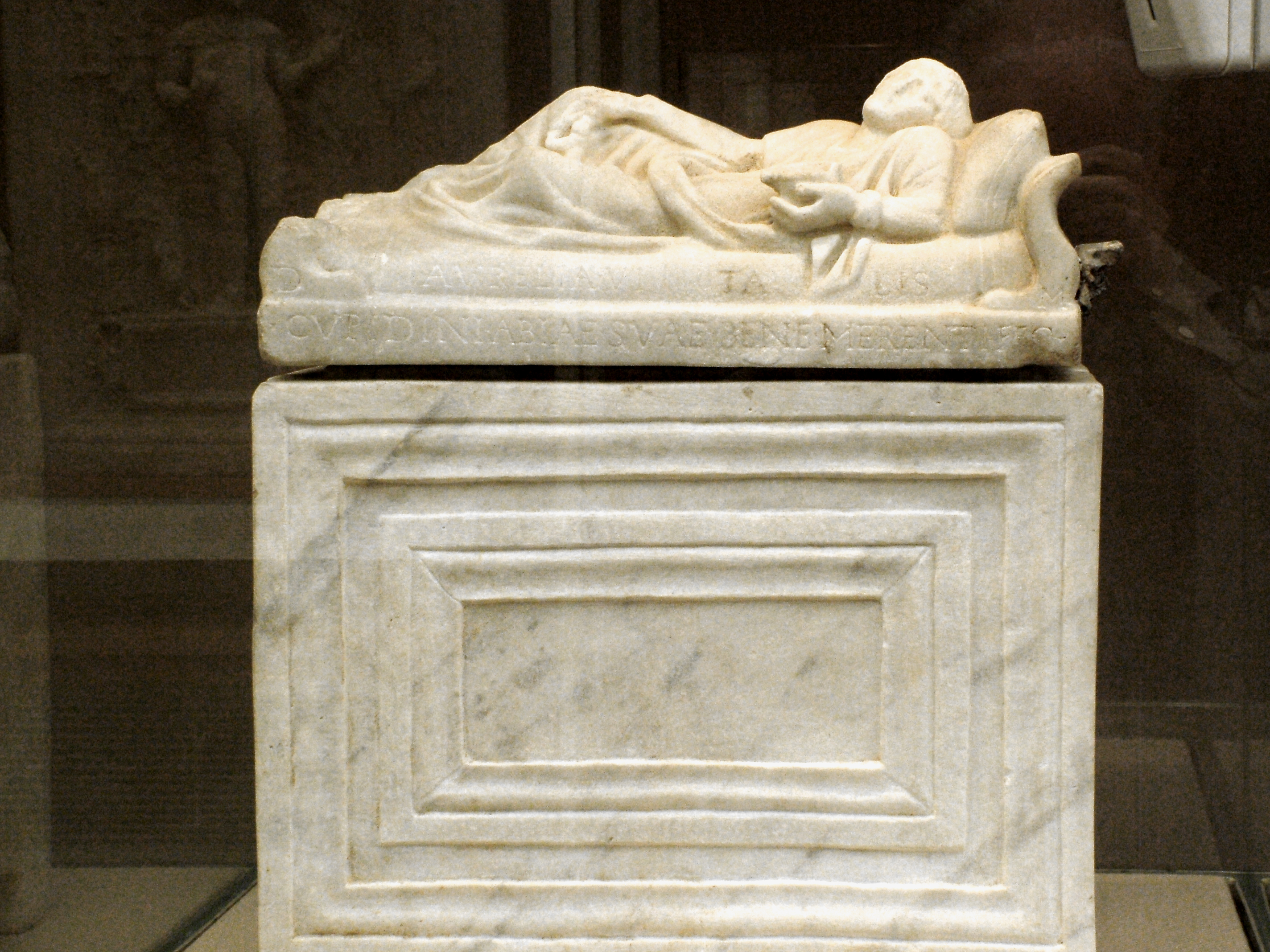
Róma: Mus. Naz. Romano: késő etruszk – római szarkofág

Etruszk írásjelek – a fenti sor, etruszk betűk olvasata (jobbról balra): etrnskisgf

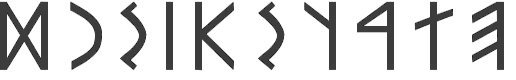
A fenti kép betűihez hasonlatos magyar rovásírás betűi. A rovásbetűk olvasata (jobbról balra) piatéöszénú

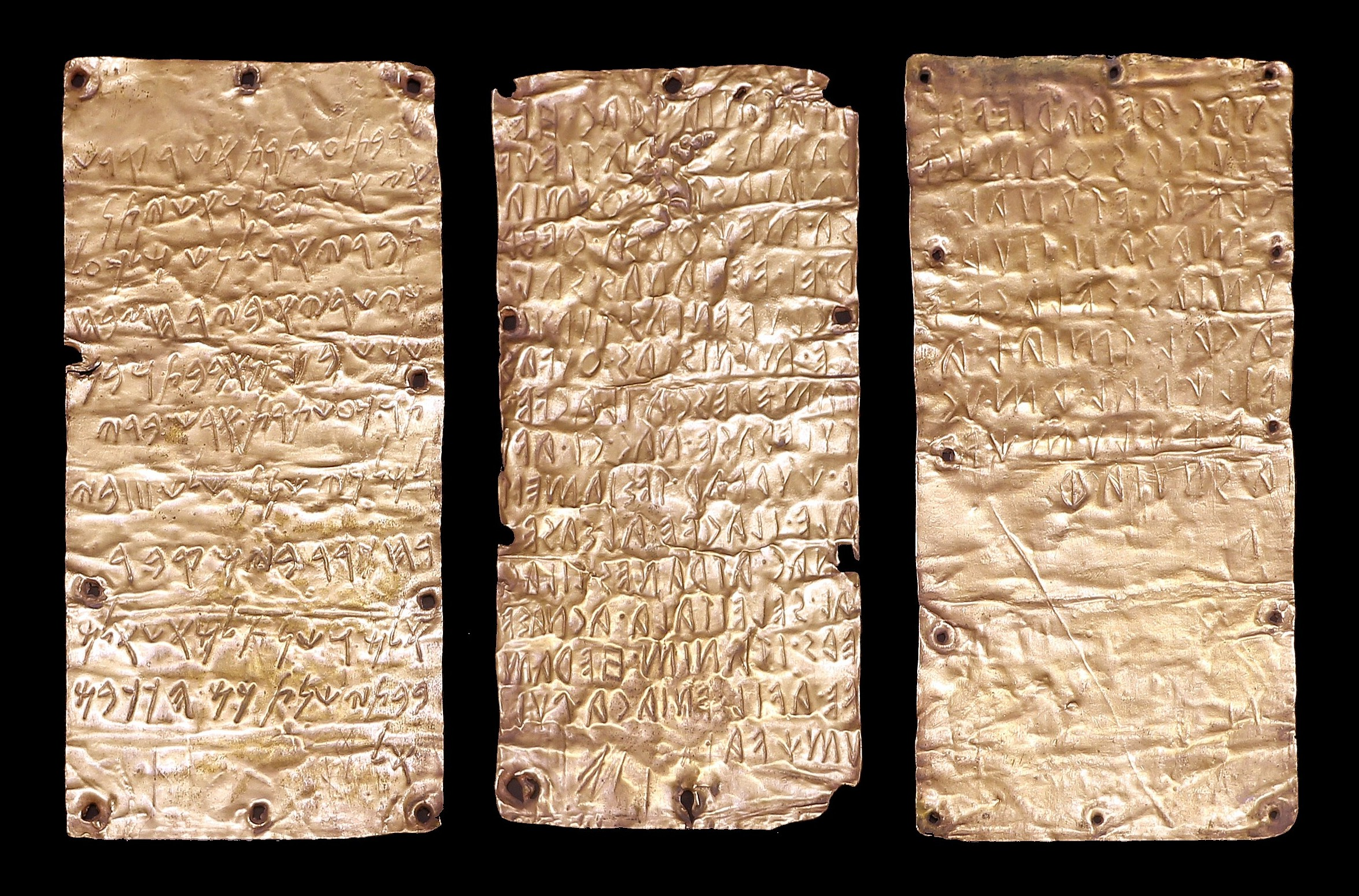
A pyrgi lemezek

### Az etruszk nyelv és írás
Még soha annyi próbálkozás nem volt egy nyelv nyelvcsaládba sorolására, mint az etruszk esetében, de mind hiába. Az írást sem sikerült teljesen megfejteni, a szövegek rövidsége miatt. A jelenlegi ismereteink szerint annyi biztosnak tűnik, hogy nem indoeurópai nyelvről van szó.
A nyelvemlékek száma közel tizenháromezer, de a legtöbb néhány szavas sírfelirat. A leghosszabb szövegeket egy Firenze közelében megtalált bronztáblán és egy múmia bepólyálásához használt vásznon találták (ez a híres etruszk vászonkönyv). Amikor 1964-ben megtalálták a pyrgi lemezeket, felcsillant a remény, hogy talán megvan a rosette-i kőhöz hasonló kulcs a nyelv megfejtéséhez. Az aranylemezeken ugyanis etruszk írás mellett föníciai feliratot is találtak. Ám kiderült, hogy a két szöveg nem tükörfordítás, inkább a tartalmuk azonos, mivel a két nyelv eltérő eredetű, és más fölépítésű a nyelvtana. A meglévő támpontok alapján sikerült néhány szó megfejtése, például az istenek nevei vagy a tőszámok. Korábban bizonyosnak látszott, hogy az etruszk nyelv, amely egyetlen általunk ismert Földközi-tenger vidéki nyelvhez sem hasonlít, leginkább a mai albán nyelvvel rokonítható. Ezt a teóriát azonban nemrégiben egy Münchenben megvédett egyetemi habilitációban sikeresen megcáfolták.
Jobbról balra olvasandó írásuk párhuzamosan fejlődött a görögök nyugati írásváltozatával – napjaink egyik érdekes vitája, hogy az írást ki kitől vette át: a görögök az etruszkoktól, vagy az etruszkok a görögöktől? Az eltérés több betű esetében számottevő. Az etruszkok hangképzésének sajátossága lehetett, hogy nem voltak olyan zöngés mássalhangzóik, mint például: d, g, és hogy nem tettek különbséget a zárhangok között, valamint az is hogy az etruszk írás jelentősen instabil volt (például: a k hang jelölésére három betűt használtak: c, k, x), és kimaradt ábécéjükből az o betű is. A görögök egyébként igen korán kerültek kapcsolatba az etruszkokkal, akiktől például a vázaművészetet is átvették, és művészi tökélyre vitték.
A latin írás kialakulásának mintegy 40, tudományosan elfogadott teóriája közül a legismertebb szerint a latin írás is az etruszk ábécé átvételén alapul, és az ott hiányzó, de a latin nyelvben nélkülözhetetlen betűket a rómaiak a dél-itáliai görög telepesektől vették át.

### Vallás
Hitviláguk szorosan kapcsolódott a görögökéhez. Delphoiban több etruszk városnak is volt kincsesháza.
Eredetileg legfontosabb istenük és védőszentjük Voltumna, a földistennő volt. Főisteneik két hármas egységet alkottak; a föld feletti vagy égi hármas: Tin vagy Tinia vagy Aita (Jupiter), Uni (Iuno), és Menerva vagy Menrva (Minerva); az alvilági hármas: Ceres, Libera (Proserpina) és Liber (Bacchus és Pluto vonásaival). Más isteneik is voltak, mint Apulu (Apollo), Ani (Ianus), Turms (Mercurius), Turan (Venus), Maris (Mars), Charun (Charon), és Vanth, a sorsszerűség szárnyas, női szelleme.
Az etruszk vallásban fontos szerepet játszottak azok a teremtmények, amelyek közvetítettek az emberek és az istenek között. Démoni lények, amelyek felbukkannak az emberek között, és megváltoztatják a sorsukat. Különböző alakúak, legtöbbször finom, elegáns nők szárnyakkal. Az etruszkok ismertek a görög nimfákhoz hasonló lényeket, amelyeknek nevük lasa volt. A Tages nevű, aggastyáni bölcsességgel megáldott kisfiú tanította meg a vallás alapelveit, és Vegove lasa nyilatkoztatta ki azokat a szabályokat, amelyek szerint a villámokból lehet jósolni. Jellegzetes példája a démonológiának Tuchulcha, a szörnyeteg, amelynek csőre, ragadozómancsa, hegyes füle, hatalmas szárnya van, fegyverei pedig kígyók.
Az etruszk vallás fontos eleme volt a jóslási szertartás. Minden fontosnak tartott cselekedet előtt jósoltatni kellett, ehhez egy meghatározott teret jelöltek ki, amelyet archaikus latin nyelven templomnak neveztek. A szó jelentését később a szentélyekre is kiterjesztették. A jóslásban a villámokat, a madarak röptét és az áldozati állatok belsőségét értelmezték. A római vallásban ugyancsak ismertek ilyen szertartásokat végző papokat.
A vallási élet központja a Fanum Voltumnae-nak nevezett jókora méretű kegyhely, ahol Titus Livius írásai alapján évente összegyűltek az etruszk városok elöljárói, hogy imádkozzanak az istenekhez, és egyúttal társadalmi és katonai kérdésekről is tanácskoztak. Ez a központot Orvieto város térségében, 2000-ben fedezték fel vagy a 2002-ben lefényképezett, s azóta ismét lezárt „Baia” initiáció-barlang
Halottkultusz

### Az etruszk művészet kialakulása és fejlődésének vázlata
Ahogyan az etruszk történelem és anyagi kultúra emlékei sorra felszínre kerülnek, majd azokat régészek, történészek, művészettörténészek vallatóra fogják, a korábbi csak általánosan etruszk stíluskategóriába sorolt alkotások alapján egyre határozottabban rajzolódik ki a tulajdonképpeni etruszk civilizáció művészetének fejlődési folyamata, figyelembe véve az egyes korszakok technikai technológiai adottságait és az akkor élő regionális és nagytérségi (pl. kereskedelem) hatásokat is. E tekintetben úttörő jelentőségűnek tekinthető a magyarországi művészettörténeti szakirodalom (Főníciai és etruszk művészet – lásd a szakirodalomban) fejlődésleíró- és kategorizáló vázlatos kísérlete:
- Lásd még: Etruszk művészet

Villanova-kor (i. e. 900–720)
- Világi építészet: zsúptetős kunyhók.
- Halottkultusz: hamvasztásos temetkezés, kis méretű aknasírok a kettős kúp, illetve kunyhó alakú hamvvedrek számára; az i. e. 8. század folyamán lassan átveszi a helyét a gödörsírokba történő elhantolás.
- Díszítőművészet: a művészetben és a kézművességben geometrikus díszítőmotívumok, kevés narratív jelenet, illetve emberábrázolás.

Orientalizáló kor (i. e. 720–580)
- Világi építészet: megjelenik a falazott ház, cseréptetővel; a „dinasztikus" palota születése;
- Az első vallási jellegű épületek.
- Sírépítészet: kamrasírok tumulussal.
- A sírfestészet születése: Veiiben, Caerében és Tarquiniában.
- Szobrászat: az etruszk monumentális kőszobrászat születése,
- Értékes tárgyak behozatala a Közel-Keletről és a hallstatti területről, kerámiaimport Korinthoszból és Görögország keleti részéről (ez ösztönzést ad a hazai hasonló termékek létrehozására). A görög mintákat utánzó helyi termékek létrejötte.
- A bucchero-kerámia születése.
- az etruszko–korinthoszi kerámia.
- Fémművesség: Az első etruszk ötvösmunkák.
- A szümposzion és a lakoma görög modelljének átvétele.

Archaikus kor (i. e. 580–480)
- A városias civilizáció kifejlődésének velejárójaként az urbanisztikai tervezés megjelenése és elterjedése a városokban és a nekropoliszokban.
- Világi építészet: városvédő falak építése.
- Vallási építészet: A templom, mint épülettípus megjelenése.
- Sírfestészet: Tarquiniában
- A templomi terrakotta-plasztika és a kőszobrászat fejlődése.
- Fekete és vörös salakos kelet-görög és attikai kerámiák behozatala.
- Az etruszko–korinthoszi és a buchero kerámia további fejlődése, majd eltűnése.
- A feketealakos etruszk kerámia születése.
- Bronztárgyak, triposzok gyertyatartók, thümiatérionok, kisméretű szobrok
- A Veii Vulcát Rómába hívják, hogy elkészítse a capitoliumi Jupiter-templom díszítményeit.

Klasszikus kor (i. e. 480–320)
- A nemzetközi politikai körülmények alakulásának hatására az attikai kerámia behozatalának visszaszorulása Etruriában.
- Világi építészet: új városfalak.
- Vallási építészet: nagy templomok építése (i. e. 6. század).
- Sírépítészet: kamrasírok párkányokkal és fülkékkel.
- Sírfestmények: Tarquiniában, Volsiniiben, Vulciban.
- A klasszikus görög szobrászat hatása alatt álló terrakotta templomdíszítő elemek kifejlődése.
- A monumentális bronzszobrászat kifejlődése: a Todi Mars és az Arezzói Khimaira (i. e. 5. század vége).
- Kőszarkofágok (i. e. 4. század).
- Vörösalakos és felülfestett vörösalakos kerámiaedények (i. e. 4. század).

Hellenisztikus kor (i. e. 320–27)
- Világi építészet: városkapuk. A korábban jelzett lakóház-fejlődési folyamat.
- Vallási építészet: akropoliszok és templomok újjáépítése.
- Sírépítészet: dongaboltozatos sírok; kockasírok; templomsírok.
- Sírfestmények: Tarquiniában, Chiusiban, Populoniában.
- A közép-itáliai portréfestészet elterjedése.
- A patetikus pergamoni irányzat hatása a terrakotta templomdíszítményekre.
- A figurális kerámia eltűnése, a fekete- és ezüstmázas kerámia születése.
- Bronzszobrászat: romanizáció (Szónok).

### Néhány kiemelt jelentőségű művészeti ág

#### Szobrászat
A sírokban elhelyezett szarkofágok az etruszk szobrászat legragyogóbb fejezetét alkotják. A korai szarkofágok égetett agyagból készültek, később megjelent a faragott kő. Az etruszk művészek a valósághű ábrázolásra törekedtek. Az elhunytat a szarkofág fedelén fekvő helyzetben ábrázolták, vagy félkönyökre támaszkodva, mint a híres cerveterei házaspár. Az i. e. 5. századtól a szarkofágok vagy urnák oldalát domborművekkel ékesítették.
A templomok teljes szobordísze is agyagból készült. A díszítőjellegű alkotások közül kiemelkedik az 1916-ban megtalált veii templom szoborcsoportja, amely az i. e. 6. században készült, és Apollo és Héraklész harcát ábrázolja. Az agyagszobrászat mellett a bronzszobrászat is megjelent. Híres az ikreket szoptató nőstényfarkas bronzszobra, amely a Capitoliumon található capitoliumi farkas néven is ismert. Az ikrek alakjaival a reneszánsz korában egészítették ki.)

#### Festészet

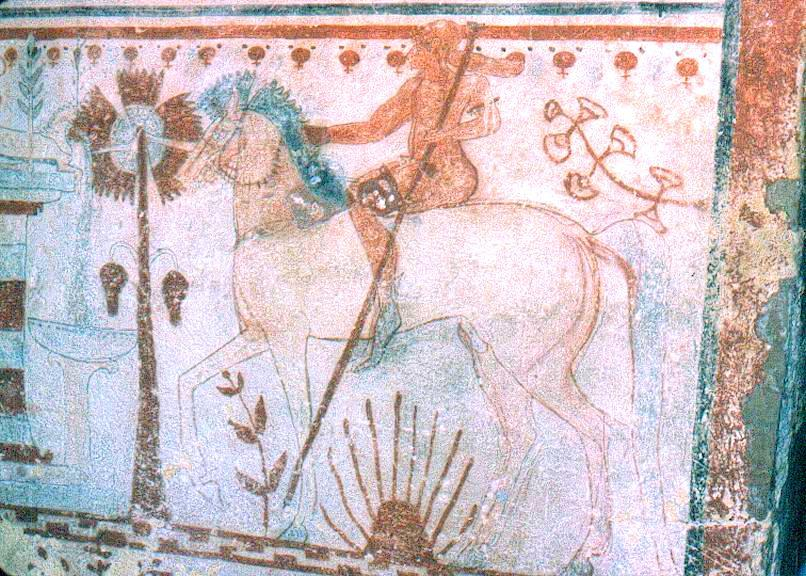
Tomba dei tori („Bikák sírja”), freskórészlet (Tarquinia, i. e. 540 k.)

Az etruszk festőművészet alkotásait is a sírok őrizték meg. Az idők folyamán a felfedezett festmények jó része elpusztult, sokat már csak másolatokból, leírásokból ismerünk. A sírokban közvetlenül a tapasztott falra vagy a sziklákra festettek tempera-technikával, máshol freskó-technikát is alkalmaztak. Az alakok körvonalát felrajzolták, majd a körvonalak közét élénk színekkel töltötték ki. Görög mintákat követtek, de az alkotó nem törekedett a modellje anatómiailag pontos visszaadására. Szemmel láthatólag örömüket lelték a mindennapi tevékenységek részletes, aprólékos ábrázolásában. A legrégibb együttest a veii Campana-sírban találták, kb. az i. e. 6. század elején keletkezett, de mára már eltűnt.
Az etruszk életfelfogás dinamizmusa a festészetben fejeződött ki a legszabadabban. Ábrázoltak birkózó atlétákat, lakoma- és táncjeleneteket, háborújeleneteket éppúgy, mint túlvilági lényeket.

#### Iparművészet

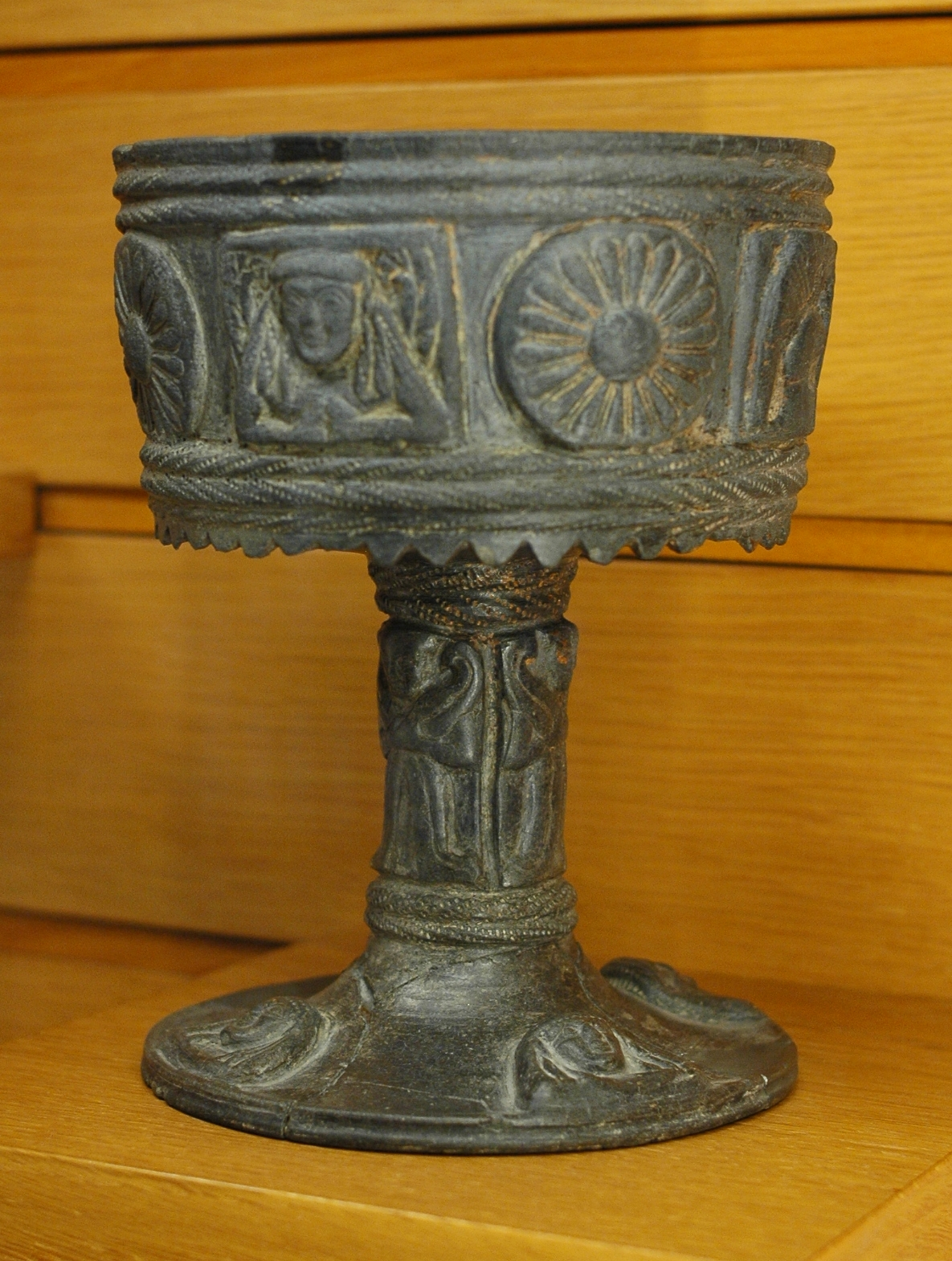
Etruszk bucchero (i. e. 6. század eleje)

Az etruszk iparművészet jelképe lehetne a ragyogó fekete cserép, a bucchero. A név a spanyol bucaro szóból származik, és egyfajta sötét prekolumbiánus edényt jelöl. Sok feltevés született arról, hogyan készítették az etruszkok ezeket a fekete agyagedényeket. Sokan valamilyen anyagra gondoltak, amit az agyagba kevertek: szénre, mangánra, növényekre. A kérdés megoldását valószínűleg a kiégetési technikában kell keresni. Úgy rakták meg a tüzet, hogy erősen füstöljön, így elérték, hogy az agyagban levő vörös vas-oxid átalakuljon más, fekete színű oxiddá. Némelyik bucchero edényen fel lehet fedezni a helytelen kiégetés következtében létrejött vörhenyes foltokat.
Az agyagmázas, fekete edények a 7. században bukkantak fel, és gyorsan hatalmas sikert értek el. A ragyogó (fényes felületű) edények hasonlítottak a fémedényekre, sokkal olcsóbban tették lehetővé ugyanazt az eleganciát. Főleg asztalneműként használták. Cerveteri volt a buccherogyártás központja, de gyártottak edényeket Veiiben és Vulciban is. A 7-6. században készültek a legjobb minőségűek: vékony falúak, karcolással díszítettek, egyenletesen mélyfekete színűek. Később a termékek eldurvultak, színük gyakran szürkés, megjelent a domborművekkel díszített vastag falú kerámia. A buccherót az i. e. 5. században kiszorította az újonnan megjelent fekete mázas edény.

Számos használati tárgy készült bronzból, művészi színvonalon (például bronztükrök). A fémedényeket gyakran trébeléssel díszítették. Ötvösművészetük révén kiemelkedtek az ókor népei közül. Sajátos díszítési technikát alkalmaztak: a kikalapált aranylapon apró aranygömböcskékkel alakították ki a képet, ornamenseket, figurális ábrázolásokat. Elefántcsontból is készítettek diptichonokat.

## Lovassportok
A sírfreskók arról tanúskodnak, hogy az etruszkok szenvedélyes fogathajtók (kétkerekű kettes-, és hármasfogat) és tehetséges lovasakrobaták voltak. A Chiusiban talált festményeken ábrázolt fogatoknak majdnem a fele hármasfogat (triga). Lucius Tarquinius Priscus honosította meg a fogathajtást Rómában. A Mars-mezőn, a Tiberis partján létesített Trigariumban gyakoroltak a hármasfogathajtók.

## Az etruszkok kulturális öröksége
Az etruszk kultúra egyik alapvető forrása volt a római civilizációnak, kialakulásának; az építészettől a várostervezésig, a vallástól az írásbeliségen át az államszervezetig az élet csaknem minden területén megalapozó előfutárának tekinthetjük, s nyomai a birodalom élete során végig felfedezhetők.
A római történelem első azonosítható alakjai a Tarquiniiből származó etruszk királyok. Gaius Maecenas, Augustus császár bizalmasa és a római művészek támogatója, mecénása etruszk származású volt.
Claudius császár szívesen foglalkozott az etruszk történelmi, vallási emlékek felkutatásával. Valószínűleg az utolsók egyike volt, akik még beszélték az etruszk nyelvet.
A római kor technikai és művészeti gyakorlatának a helyi adottságok felhasználásához figyelembe vételéhez szinte előrendező módszert és gyakorlatot nyújtott. Ugyanakkor – napjainkban már ez egyre inkább nyilvánvalóvá válik – önmaga is önálló kultúrának, civilizációs szintnek tekinthető.

## Ismert etruszk származásúak
- Publius Vergilius Maro római költő
- Gaius Maecenas római politikus, irodalmár

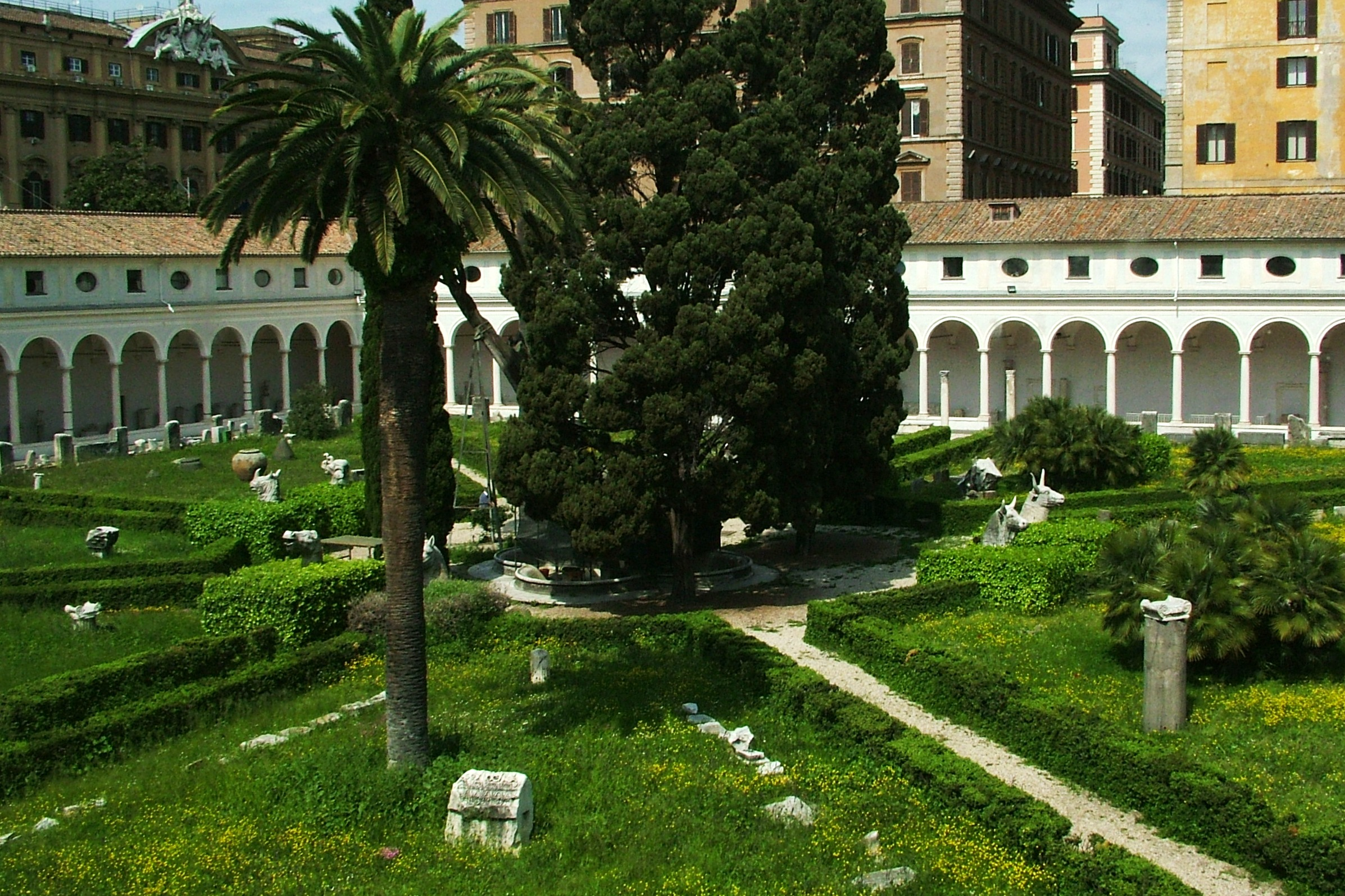
Róma: Mus. Naz. Romano: Emlékkert etruszk leletekkel

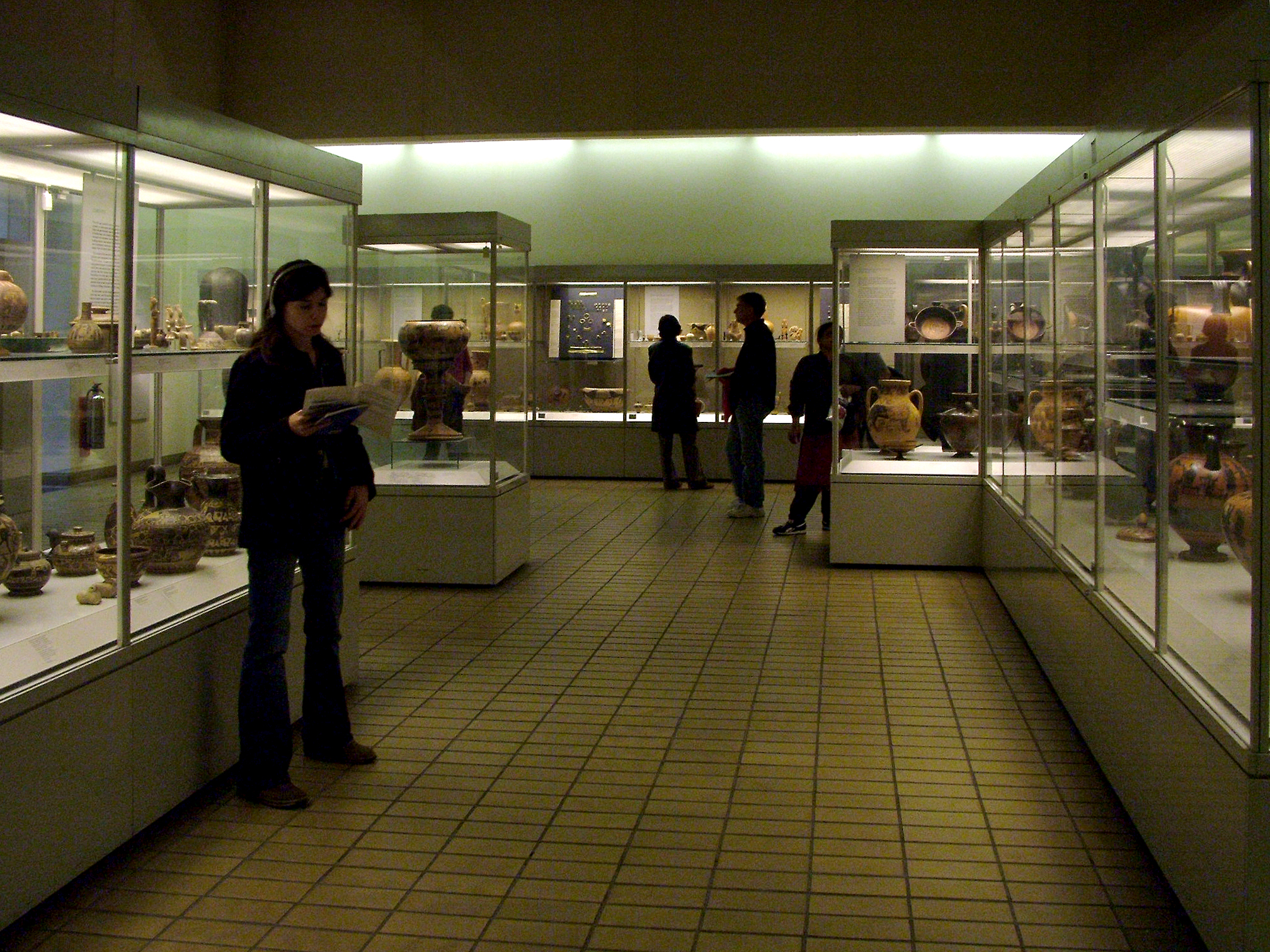
London: British Museum, Kerámiák terme

- Marcus Salvius Otho római császár

### Etruszk emlékek főbb kiállítóhelyei
- Róma: Museo Nazionale di Villa Giulia
- Róma: Diocletianus termái – Museo Nazionale Romano e delle Terme
- Vatikán: Vatikáni Múzeum – Museo Gregoriano Etrusco (Gregorián-etruszk Múzeum)
- Firenze: Régészeti Múzeum
- Bologna: Museo Civico
- Tarquinia: Museo Nazionale
- Ferrara: Museo Nazionale
- Volterra, Museo Guarnacci
- Orvieto: Museo Faina
- Chiusi: Museo Nazionale
- Párizs: Louvre
- Párizs: Bibliotéque Nationale
- London: British Museum
- Koppenhága: Glyptothek
- New York: Metropolitan Művészeti Múzeum
- Berlin: Pergamonmuseum
- Budapest: Szépművészeti Múzeum
- Leyden: Rijksmuseum